# Art budista
L'art budista tracta sobre les pràctiques artístiques que s'han portat a terme sota la influència de la religió budista. Inclou aquelles disciplines de les belles arts que representen Siddharta Gautama (Buda), Bodhisattves i altres entitats com figures notables del Budisme, tant històriques com mítiques; escenes narratives de la vida del Buda; mandales i altres mostres gràfiques; així com objectes físics associats a la pràctica budista, com ara vajras, campanes, stupes i l'arquitectura dels temples budistes. L'art budista es va originar al subcontinent indi després de la vida de Siddhartha Gautama, entre els segles VI i V aC. Després va evolucionar pel contacte amb altres cultures, a mesura que es va estendre per Àsia i el món.
L'art budista va seguir els creients a mesura que s'estenia el dharma, i s'adaptava i evolucionava a cada nou país d'acollida. Es va desenvolupar al nord a través de l'Àsia central i a l'Àsia oriental per formar la branca nord de l'art budista, i a l'est fins al sud-est asiàtic per formar la branca sud. A l'Índia, l'art budista va florir i es va desenvolupar conjuntament amb l'hinduisme i el jainisme,en complexos de temples de roca que es construïen i s'influenciaven probablement els uns als altres.

## Història

### Fase anicònica (seglev- segle I aC)

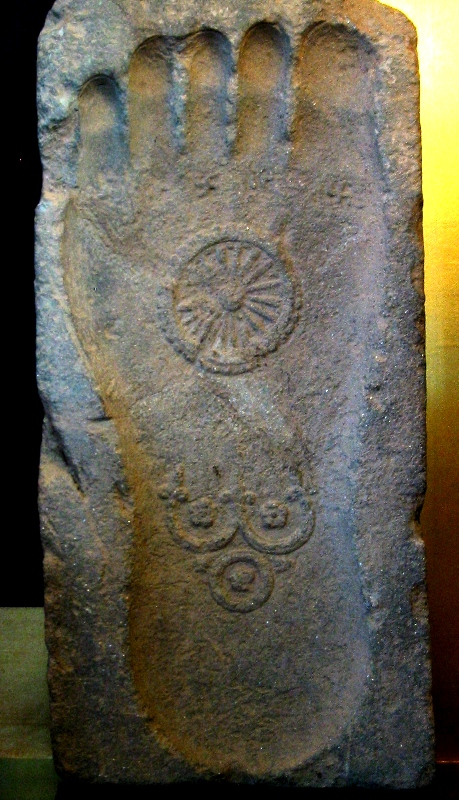
Petjada del Buda. Segle I aC, Gandhara.

Durant els segles II i I aC, les escultures es van fer més explícites, representant episodis de la vida i els ensenyaments de Buda. Aquestes van prendre la forma de tauletes votives o frisos, generalment en relació amb la decoració de les stupes. Tot i que l'Índia va tenir una llarga tradició escultòrica i el domini d'una rica iconografia, el Buda no va ser mai representat en forma humana, sinó només a través del simbolisme budista. Aquest període se'l pot reconèixer com anicònic.
Els artistes es van mostrar reticents a representar el Buda de manera antropomòrfica i van desenvolupar símbols anicònics sofisticats per evitar-ho, fins i tot en escenes narratives on apareixien altres figures humanes. Aquesta tendència es va mantenir fins al segle ii a les parts del sud de l'Índia, en l'art de l'escola Amaravati. Les representacions antropomòrfiques anteriors del Buda poden haver estat fetes amb fusta i haver desaparegut. Amb tot, no s'ha trobat cap evidència arqueològica relacionada.
Les primeres obres d'art budista a l'Índia es remunten al segle I aC. El temple de Mahabodhi a Bodh Gaya es va convertir en un model per a estructures similars a Birmània i Indonèsia. Es considera que els frescos de Sigiriya són fins i tot més antics que les pintures de les coves d'Ajanta.

### Fase icònica (segle I dC – present)

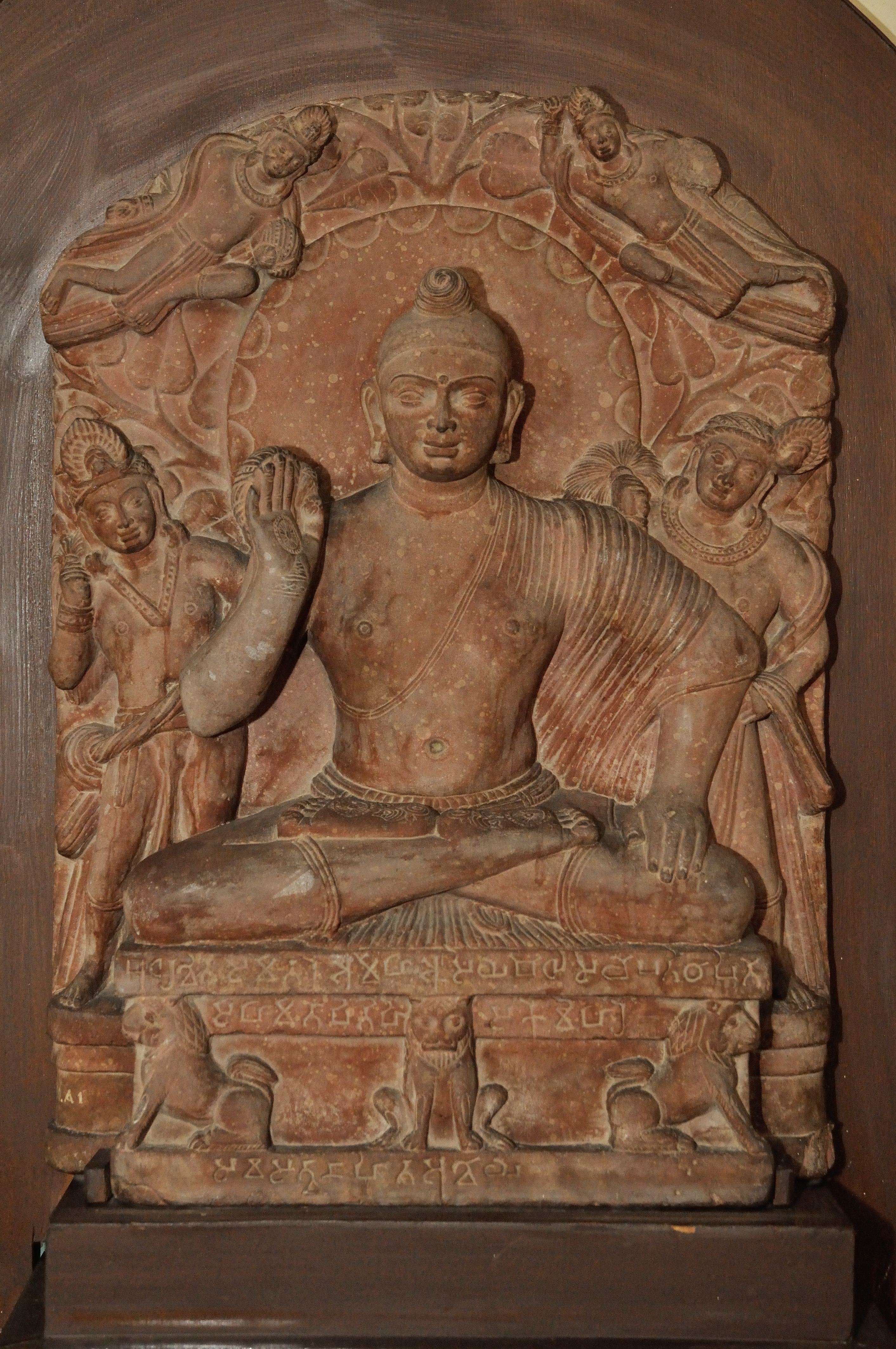
Escola Mathura Buda, sàtrapes del nord, finals del segle I d.C.

Les fonts històriques xineses i les pintures murals de la ciutat de Dunhuang a la conca del Tarim descriuen els viatges de l'explorador i ambaixador Zhang Qian a Àsia central fins a Bactria al voltant del 130 aC. Els mateixos murals descriuen l'emperador Wu de Han (156-87 aC) adorant estàtues budistes, i explicant-les com "homes d'or portats l'any 120 aC per un gran general Han en les seves campanyes contra els nòmades". Encara que no hi ha cap altra menció de l'emperador adorant el Buda a la literatura històrica xinesa, els murals suggeririen que les estàtues de Buda ja existien durant el segle ii aC, connectant-les directament amb l'època dels indogrecs.
Les representacions antropomòrfiques del Buda van començar a sorgir a partir del segle I dC al nord de l'Índia, amb l'arqueta Bimaran. Els tres principals centres de creació han estat identificats com Gandhara a l'actual província Khyber Pakhtunkhawa del nord-oest, al Pakistan, Amaravati i la regió de Mathura, al centre del nord de l'Índia.

La cultura hel·lenística es va introduir a Gandhara durant les conquestes d'Alexandre el Gran l'any 332 aC. Chandragupta Maurya (r. 321–298 aC), fundador de l'Imperi Mauryan, va conquerir els sàtrapes macedonis durant la Guerra Selèucida-Màuria del 305–303 aC. El net de Chandragupta, Ashoka (r. 268–232 aC), que va formar l'imperi més gran del subcontinent indi, es va convertir al budisme després de la guerra de Kalinga. Abandonant una ideologia expansionista, Ashoka va treballar per difondre la religió i la filosofia per tot el seu imperi tal com es descriu en els edictes d'Ashoka. Ashoka afirmava haver convertit les poblacions gregues del seu regne al budisme:
| « | Aquí, en el domini del rei entre els grecs, els Kamboges, els Nabhakas, els Nabhapamkits, els Bhojas, els Pitinikas, els Andhras i els Palidas, a tot arreu la gent segueix les instruccions del "Benvolgut dels Déus" instruccions en Dharma. | » |

Després de l'enderrocament de l'Imperi Mauryan per part de l'Imperi Shunga, els regnes grecobactrians i posteriorment els indogrecs van envair el nord-oest de l'Índia, i van facilitar la difusió de l'estil d'art grecobudista a altres parts del subcontinent. El rei indogrec Menandre I va ser conegut com un gran mecenes del budisme, aconseguint el títol d'arhat. Mentrestant, Pushyamitra Shunga va perseguir el budisme, presumiblement per esborrar encara més el llegat de l'Imperi Mauryan. Això va provocar la decadència de l'art budista a l'est de Mathura.
L'escultura budista de Gandhara mostra la influència hel·lenística a l'art indi en les formes de les figures humanes i l'ornament. Les xifres eren molt més grans que les conegudes anteriorment a l'Índia, i també més naturalistes. Els nous detalls incloïen els cabells ondulats, els teixits que cobrien les espatlles, les sabates i les sandàlies i l'ornament de fulles d'acant.

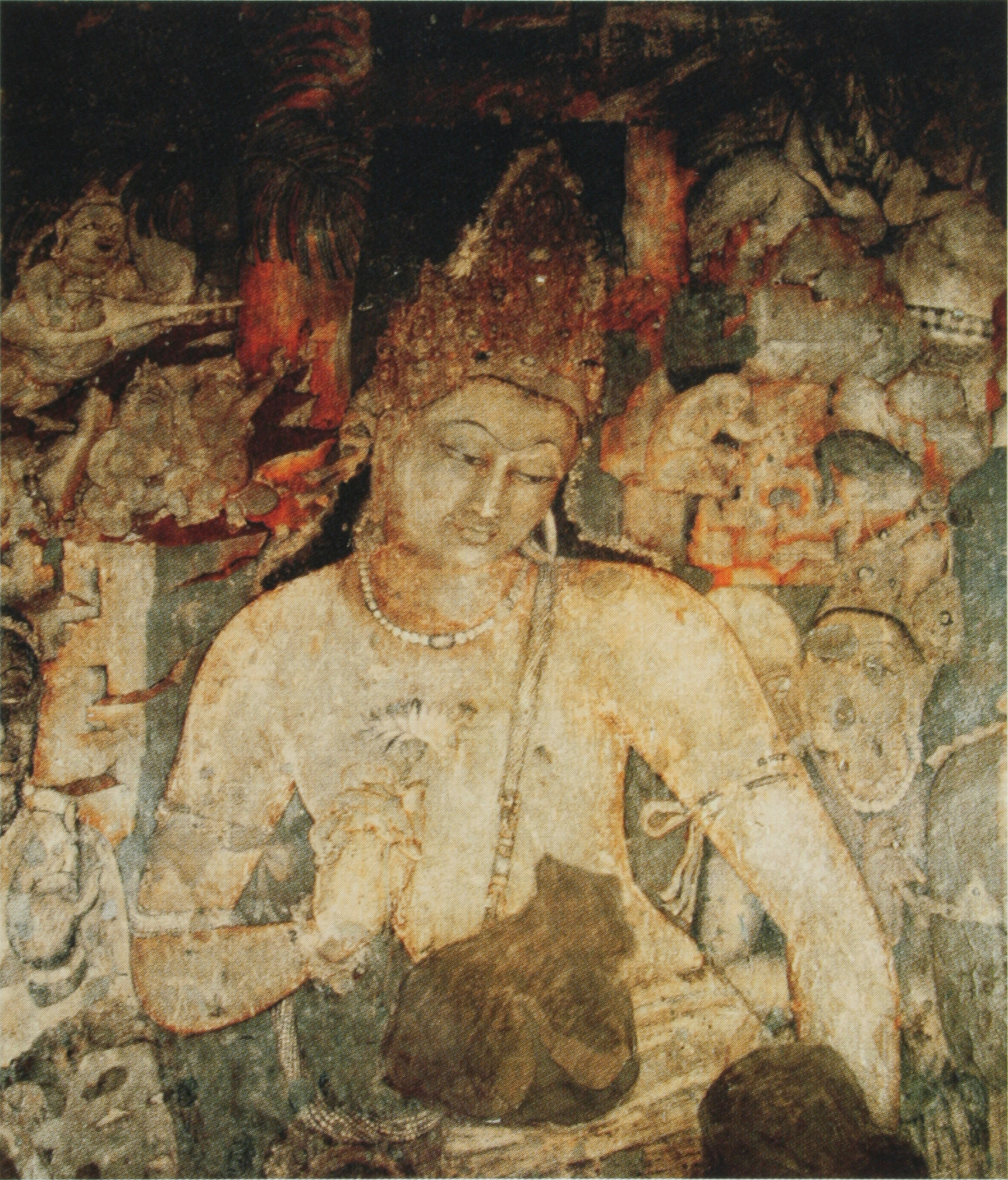
Figura a mida del bodhisattva d'Avalokiteshvara Padmapani, cova 1, coves d'Ajanta, segle V

L'art de Mathura acostumava a basar-se en una tradició índia, exemplificada per la representació antropomòrfica de divinitats com els Iaksas, encara que en un estil força arcaic en comparació amb les representacions posteriors del Buda. L'escola Mathuran va aportar roba que cobria l'espatlla esquerra de mussolina fina, la roda al palmell, el seient de lotus.
Mathura i Gandhara també es van influir mútuament. Durant el seu desenvolupament artístic, les dues regions van estar fins i tot unides políticament sota els Kuixans, com a dues capitals de l'imperi. Encara és una qüestió de debat si les representacions antropomòrfiques de Buda van ser essencialment el resultat d'una evolució local de l'art budista a Mathura, o una conseqüència de la influència cultural grega a Gandhara a través del sincretisme grecobudista.
Aquest art icònic es va caracteritzar des del principi per un idealisme realista, combinant trets humans realistes, proporcions, actituds i atributs, juntament amb una sensació de perfecció i serenitat que arribava fins al diví. L'expressió del Buda com a home i Déu es va convertir en el cànon iconogràfic de l'art budista posterior.

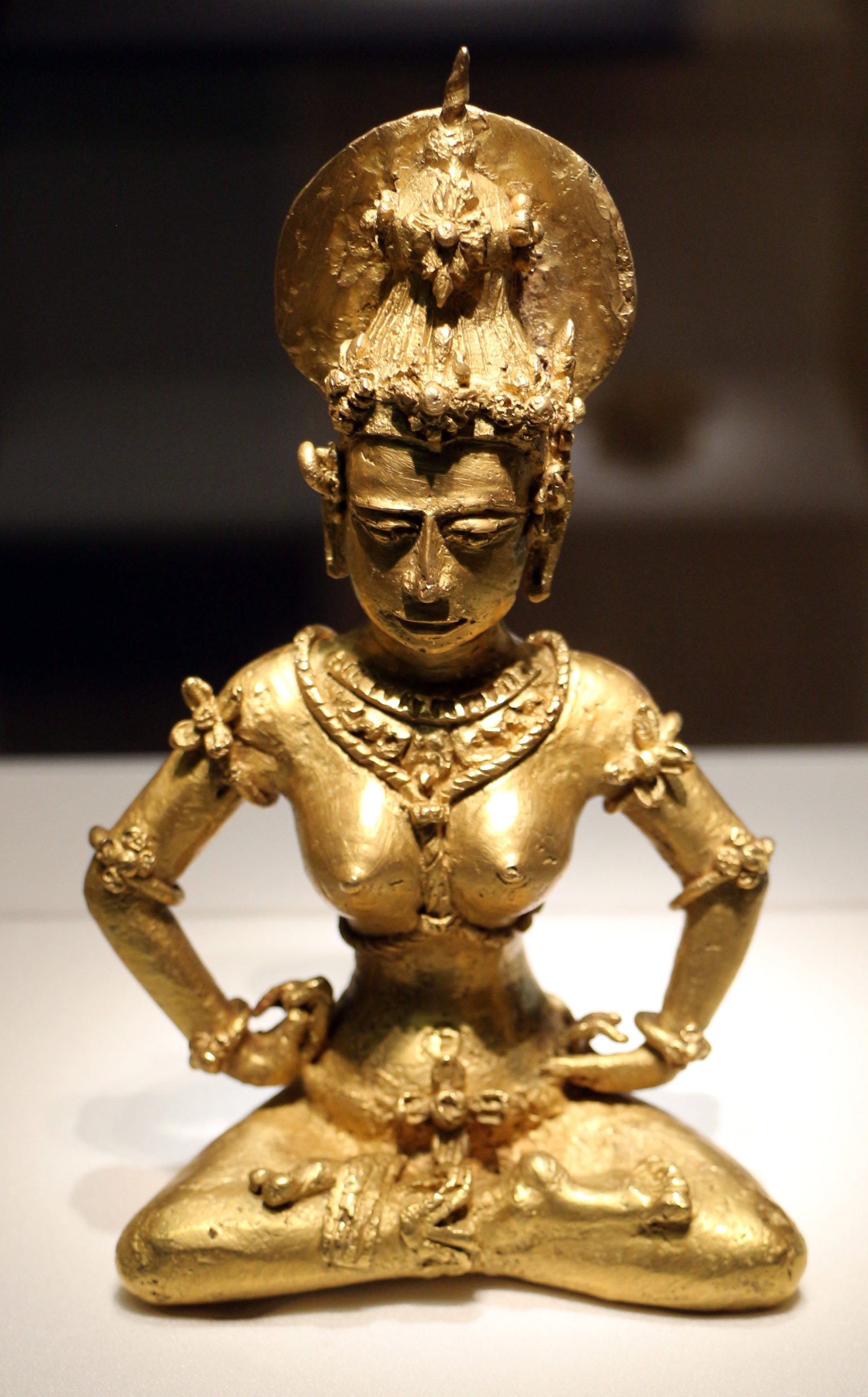
La imatge d'Agusan del segle IX, una reliquia sagrada budista Vajrayana de les Filipines.

Les restes de la pintura budista inicial a l'Índia són molt rares, amb les fases posteriors de les coves d'Ajanta que donen la gran majoria de l'obra supervivent, creada durant un període relativament curt fins al 480 dC. Es tracta d'obres molt sofisticades, evidentment produïdes amb una tradició ben desenvolupada, probablement representant obres profanes en palaus, així com temes religiosos.
L'art budista va continuar desenvolupant-se a l'Índia durant uns quants segles més. Les escultures de gres rosa de Mathura van evolucionar durant el període Gupta (segles IV-VI dC) per assolir una gran finesa d'execució i delicadesa en el modelatge. L'art de l'escola Gupta va tenir una influència a gairebé tot arreu a la resta d'Àsia. A finals del segle XII dC, el budisme, en tota la seva esplendor només es conservava a les regions de l'Himàlaia a l'Índia. Aquestes zones, ajudades per la seva ubicació, estaven en major contacte amb el Tibet i la Xina. Així doncs, l'art i les tradicions de Ladakh porten el segell de la influència tibetana i xinesa.
A mesura que el budisme es va expandir fora de l'Índia a partir del segle I dC, el seu corpus artístic original es va barrejar amb altres influències artístiques, donant lloc a una diferenciació progressiva entre els països que adoptaven la fe:
- A partir del segle I dC es va establir una ruta del nord a través de l'Àsia central, Nepal, Tibet, Bhutan, Xina, Corea, Japó i Vietnam, en la qual prevalgué el budisme Mahayana.
- Una ruta del sud, on dominava el budisme Theravada, va passar per Myanmar, Sri Lanka, Tailàndia, Cambodja i Laos.

## Art budista del nord

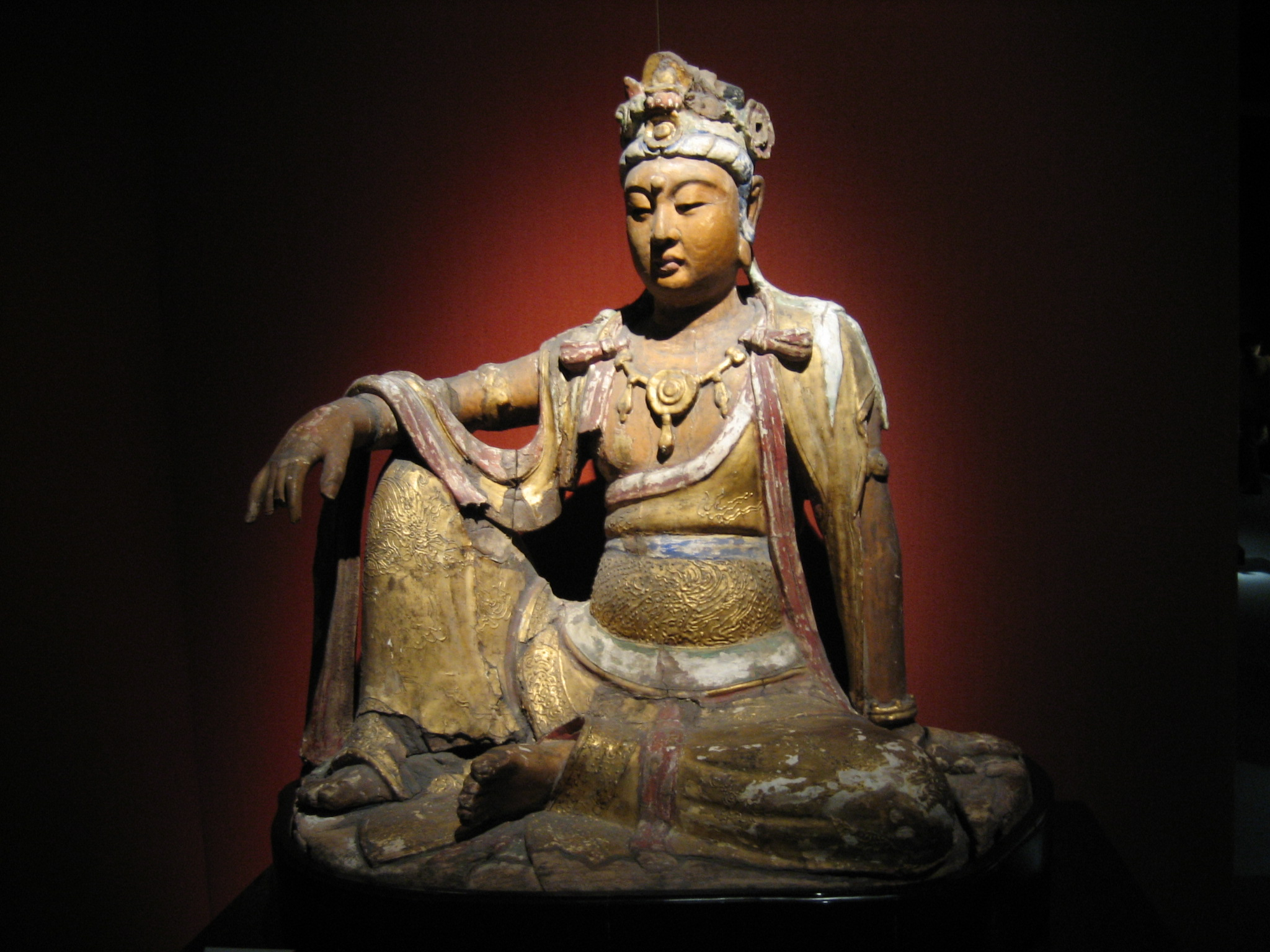
Un bodhisattva de fusta xinès de la dinastia Song (960–1279 dC), en la posició de facilitat reial.

La transmissió del budisme a la Ruta de la Seda a Àsia central, Xina i, finalment, Corea i Japó va començar al segle I dC amb un relat semi-llegendari d'una ambaixada enviada a Occident per l'emperador xinès Ming (58–75 dC). No obstant això, els contactes extensos van començar al segle ii, probablement com a conseqüència de l'expansió de l'Imperi Kuixan al territori xinès de la conca del Tarim, i amb els esforços d'un gran nombre de monjos budistes a terres xineses. Els primers missioners i traductors de les escriptures budistes a les llengües sinítiques, com ara Lokaksema, eren parts, kuixans, sogdians o tokharis.
Els esforços missioners de l'Àsia central al llarg de la Ruta de la Seda van anar acompanyats d'un flux d'influències artístiques, visibles en el desenvolupament de l'art serindi des del segle II fins al segle XI a la conca del Tarim, l'actual Xinjiang. L'art serindi sovint deriva de l'art grecobudista del districte de Gandhara a l'actual Pakistan, combinant influències índies, gregues i romanes. Les influències artístiques grecobudistas de la Ruta de la Seda es poden trobar al Japó fins als nostres dies, en motius arquitectònics, imatges budistes i algunes representacions selectes de deïtats japoneses.
L'art de la ruta del nord també va estar molt influenciat pel desenvolupament del budisme Mahāyāna, una branca inclusiva del budisme caracteritzada per l'adopció de nous textos, a més dels tradicionals āgamas, i un canvi en la comprensió del budisme. Mahāyāna va més enllà de l'ideal de les primeres escoles budistes de l'alliberament del patiment (duḥkha) i dels arhats, i emfatitza el camí del bodhisattva. Els sutres Mahāyāna eleven el Buda a un ésser transcendent i infinit, i presenten un panteó de bodhisattvas que es dediquen a les Sis Perfeccions, el coneixement últim (Prajñāpāramitā), el despertar i l'alliberament de tots els éssers sensibles. Per tant, l'art budista del nord tendeix a caracteritzar-se per un panteó budista molt ric i sincrètic, amb una multitud d'imatges de les diferents budeïtats, bodhisattvas i éssers celestials (devas).

### Afganistan

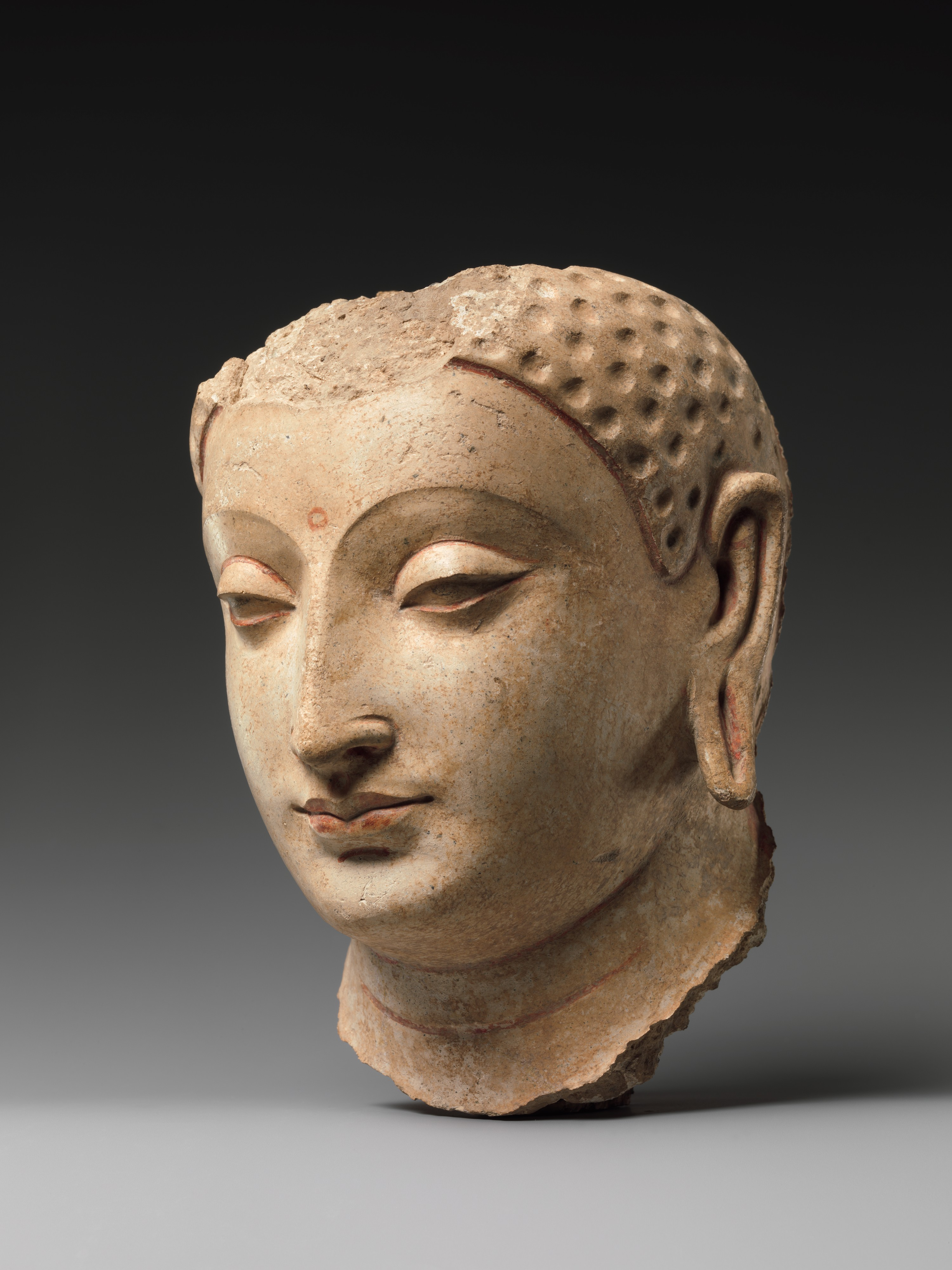
Cap de Buda, Afganistan (probablement Hadda), segles V-VI

L'art budista a l'Afganistan (antiga Bactria) va persistir durant diversos segles fins a la difusió de l'islam al segle VII. És exemplificat pels Budes de Bamian. Altres escultures, d'estuc, d'esquist o d'argila, mostren una barreja molt forta del manierisme indi post-gupta i la influència clàssica, hel·lenística o possiblement fins i tot greco-romana.
Tot i que el domini islàmic era de tolerància limitada amb altres religions de la "Gent del Llibre" (religions abrahàmiques), mostrava una tolerància zero pel budisme, que era percebut com una religió depenent de la "idolatria". Les formes d'art figuratiu humà també estaven prohibides sota l'Islam, i l'art budista va patir nombrosos atacs, que van culminar amb les destruccions sistemàtiques per part del règim talibà. Els Budes de Bamian, les escultures de Hadda i moltes altres peces al museu de l'Afganistan han estat destruïts.
Els múltiples conflictes des de la dècada de 1980 també han provocat un saqueig sistemàtic de jaciments arqueològics, aparentment amb l'esperança de revendre les peces al mercat internacional.

### Àsia central

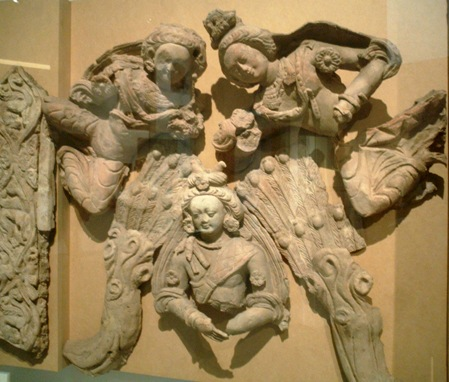
Art serindi, terracota dels segles VI-VII, Tumshuq (Xinjiang).

L'Àsia central va jugar durant molt de temps el paper de lloc de trobada entre la Xina, l'Índia i Pèrsia. Durant el segle ii aC, l'expansió de la dinastia Han cap a Occident va provocar un augment del contacte amb les civilitzacions hel·lenístiques d'Àsia, especialment el Regne grecobactrià.
Amb l'expansió del budisme al nord es van formar comunitats budistes i, fins i tot, regnes budistes a l'oasi de l'Àsia central. Algunes ciutats de la Ruta de la Seda consistien gairebé íntegrament en stupes i monestirs budistes, Sembla que un dels seus principals objectius era acollir i donar servei als viatgers entre Orient i Occident.
La part oriental de l'Àsia central (conca del Tarim, Xinjiang) en particular ha revelat un art serindi extremadament ric (pintures murals i relleus en nombroses coves, pintures portàtils sobre tela, escultures, i objectes rituals), mostrant múltiples influències de l'Índia i Cultures hel·lenístiques. S'han trobat obres d'art que recorden l'estil Gandhara, així com escriptures en l'escriptura Gandhari Kharoshti. Aquestes influències van ser absorbides ràpidament, però, per la vigorosa cultura xinesa, i a partir d'aquest punt es desenvolupa un particularisme fortament xinès.

### Xina
El budisme va arribar a la Xina al voltant del segle I dC on hi va introduir noves disciplines artístiques, especialment en l'àrea de l'estatuària. Un cop rebuda aquesta religió llunyana, es van incorporar forts trets xinesos a l'escultura budista xinesa.

#### Dinasties del Nord
Als segles V al VI, les dinasties del Nord van desenvolupar modes de representació més aviat simbòlics i abstractes, amb línies esquemàtiques i un estil solemne i majestuós. La manca de corporeïtat d'aquest art, i la seva distància de l'objectiu budista original que expressés l'ideal pur de la il·luminació d'una manera accessible i realista, va conduir progressivament a un canvi cap al naturalisme i realisme, donant lloc a l'expressió de l'art budista Tang.
Els indrets escultorics més representatius que es conserven de la dinastia Wei del Nord:
- Coves de Yungang,[51] Shanxi
- Coves de Longmen,[52] Henan
- Coves Bingling,[53] Gansu

#### Dinastia Tang - Dinastia Qing
Després d'una transició sota la dinastia Sui, l'escultura budista dels Tang va evolucionar cap a una expressió marcadament realista. A causa de l'obertura de la dinastia a les influències estrangeres i dels intercanvis renovats amb la cultura índia a causa dels nombrosos viatges dels monjos budistes xinesos al subcontinent, l'escultura budista de la dinastia Tang va adoptar una forma més aviat clàssica, inspirada en l'art indi del període Gupta. Durant aquest temps, la capital Tang de Chang'an (avui Xi'an) es va convertir en un centre important per al budisme. A partir d'aquí, el budisme es va estendre a Corea, i les missions japoneses a la Xina Tang van ajudar-lo a establir-se al Japó. Les influències estrangeres es van percebre negativament a la Xina cap al final de la dinastia Tang. L'any 845, l'emperador Tang Wuzong va prohibir totes les religions "estrangeres" (incloent-hi el nestorianisme cristià, el zoroastrisme i el budisme) per tal de donar suport a la religió local, el taoisme. Va confiscar les possessions budistes i va obligar aquesta fe a passar a la clandestinitat, afectant per tant el desenvolupament de la religió i les seves arts a la Xina.
Després de la dinastia Tang, el budisme va continuar rebent el patrocini oficial en diversos estats durant el període de les Cinc Dinasties i els Deu Regnes, que va continuar sota les successives dinasties Liao, Jin, Song, Yuan i Ming. Aquest suport es veu marcat per la construcció de noves obres d'art budistes monumentals a les grutes, com les massives escultures de Buda a les escultures rupestres de Dazu a la província de Sichuan, així com als temples, com les estàtues esotèriques gegants del bodhisattva Guanyin al temple de Longxing i al temple de Dule. Les diverses tradicions budistes xineses, com ara Tiantai i Huayan, van experimentar diversos renaixements. El Budisme Chan, en particular, va assolir un gran protagonisme sota la dinastia Song. Les primeres pintures dels monjos Chan van tendir a evitar el realisme minuciós de la pintura Gongbi a favor de les pintures vigoroses i monocromes, intentant expressar l'impacte de la il·luminació a través de la seva pinzellada. L'auge del neoconfucianisme sota Zhu Xi al segle XII va donar lloc a crítiques considerables als monjos-pintors per part dels literats. Malgrat això, els monàstics van continuar practicant les pintures de tinta Chan durant les dinasties Yuan (1271 - 1368) i Ming (1368 - 1644) fins a la dinastia Qing (1636 - 1912). A part de les pintures de tinta Chan, també van sorgir altres formes de pintura, especialment durant la dinastia Ming, com les quadres del ritual de l'aigua i la terra i l'art mural que representen diverses divinitats i altres figures budistes.

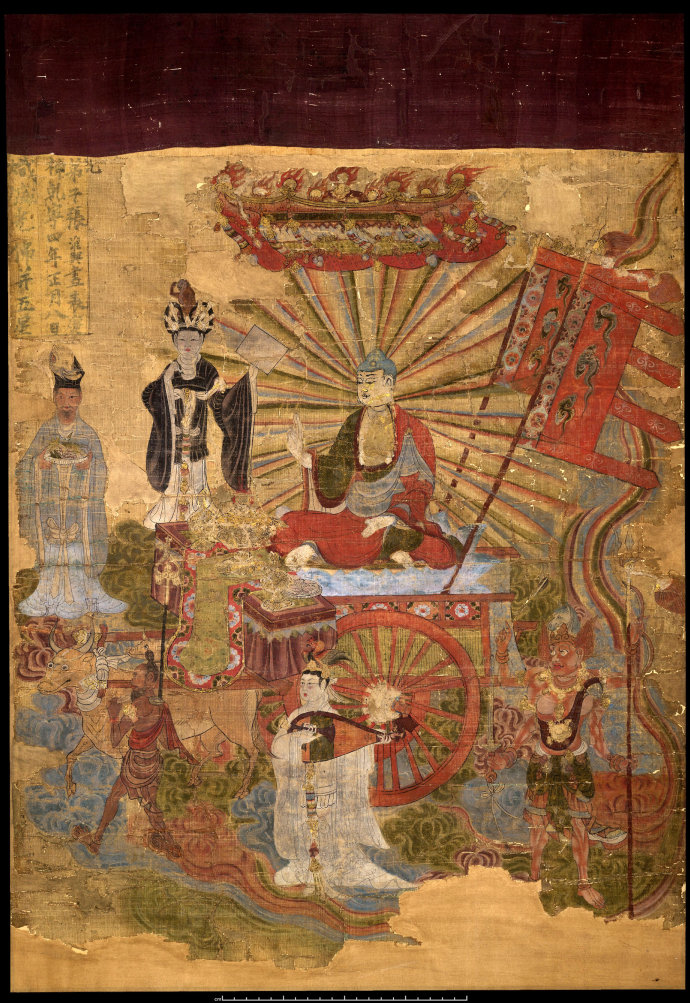
Buda Tejaprabhā Buddha i els Cinc Planetes yue], 897 dC

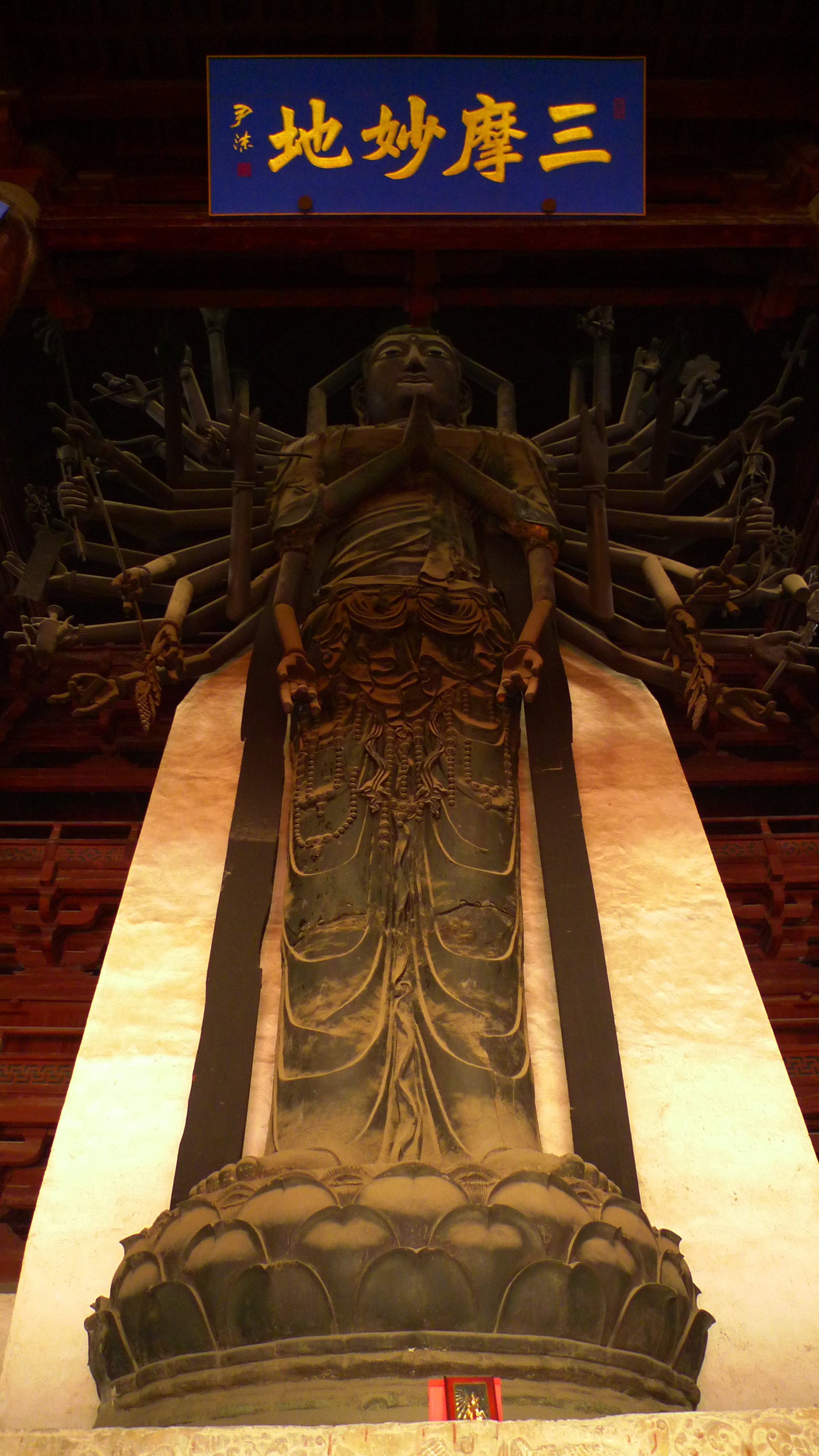
Estàtua de bronze de 21,3 metres (70 peus) d'alçada de Qiānshǒu Qiānyǎn Guānyīn xinès: 千手千眼觀音). Temple Longxing. 971 dC.

Expansió budista per tot Àsia.

Durant la dinastia Qing, els emperadors manxús van donar suport a les pràctiques budistes per una sèrie de raons polítiques i personals. L'emperador Shunzhi era un devot del budisme Chan, mentre que el seu successor, l'emperador Kangxi va promoure el budisme tibetà, afirmant ser l'encarnació humana del bodhisattva Manjusri. No obstant això, va ser sota el govern del tercer governant Qing, l'emperador Qianlong, que el mecenatge imperial de les arts budistes va assolir el seu apogeu en aquest període. Va encarregar un gran nombre d'obres religioses a l'estil tibetà, moltes de les quals el representaven amb diverses formes sagrades. Les obres d'art produïdes durant aquest període es caracteritzen per una fusió única d'enfocaments artístics tibetans i xinesos. Combinen una atenció típicament tibetana als detalls iconogràfics amb elements decoratius d'inspiració xinesa. Les inscripcions s'escriuen sovint en xinès, manxú, tibetà, mongol i sànscrit, mentre que les pintures sovint es representen amb colors vibrants. A més, l'emperador Qianlong va endegar una sèrie de projectes de construcció a gran escala; el 1744 va tornar a dedicar el temple Yonghe com el principal monestir budista tibetà de Pequín, donant una sèrie de pintures, escultures, tèxtils i inscripcions religioses valuoses a aquest temple. El temple Xumi Fushou, i les obres que s'hi allotgen, és un altre projecte encarregat per l'emperador Qianlong que encarna la barreja única d'estils artístics xinesos, tibetans i manxuris que van caracteritzar part de l'art budista produït a la Xina sota el regnat de Qianlong. Després de l'abdicació de l'emperador Qianlong el 1795, la popularitat del budisme tibetà a la cort Qing va disminuir. Els motius darrere de la promoció del budisme tibetà per part dels emperadors Qing s'han interpretat com un acte calculat de manipulació política i un mitjà per forjar vincles entre les comunitats manxú, mongoles i tibetanes, tot i que això ha estat contestat per estudis recents.

#### Llegat
La popularització del budisme a la Xina ha fet que el país sigui la seu de les col·leccions d'art budista més riques del món. Les coves de Mogao prop de Dunhuang, les coves del temple Bingling, prop de Yongjing a la provincia de Gansu, les grutes de Longmen prop de Luoyang a la provincia de Henan; les coves de Yungang prop de Datong a la pronvicina de Shanxi; i les escultures rupestres de Dazu prop del municipi de Chongqing es troben entre els llocs escultòrics budistes més importants i reconeguts del món. El Buda gegant de Leshan, tallat al vessant d'un turó al segle viii durant la dinastia Tang i mirant cap avall a la confluència de tres rius, segueix sent l'estàtua de Buda de pedra més gran del món. Nombrosos temples de tota la Xina encara conserven diverses estàtues i pintures budistes de dinasties anteriors. A més, les escultures budistes encara es produeixen a l'edat contemporània principalment per consagrar-les en temples i santuaris budistes.

### Corea
L'art budista coreà generalment reflecteix una interacció entre altres influències budistes i una cultura coreana fortament original. A més, l'art de les estepes, especialment les influències siberianes i escites, és evident en l'art budista coreà primitiu basat en l'excavació d'artefactes i objectes funeraris com ara corones reials de Silla, sivelles de cinturó, punyals i gogok en forma de coma. L'estil d'aquest art indígena era geomètric, abstracte i ricament adornat amb un característic luxe exòtic.

#### Tres Regnes de Corea

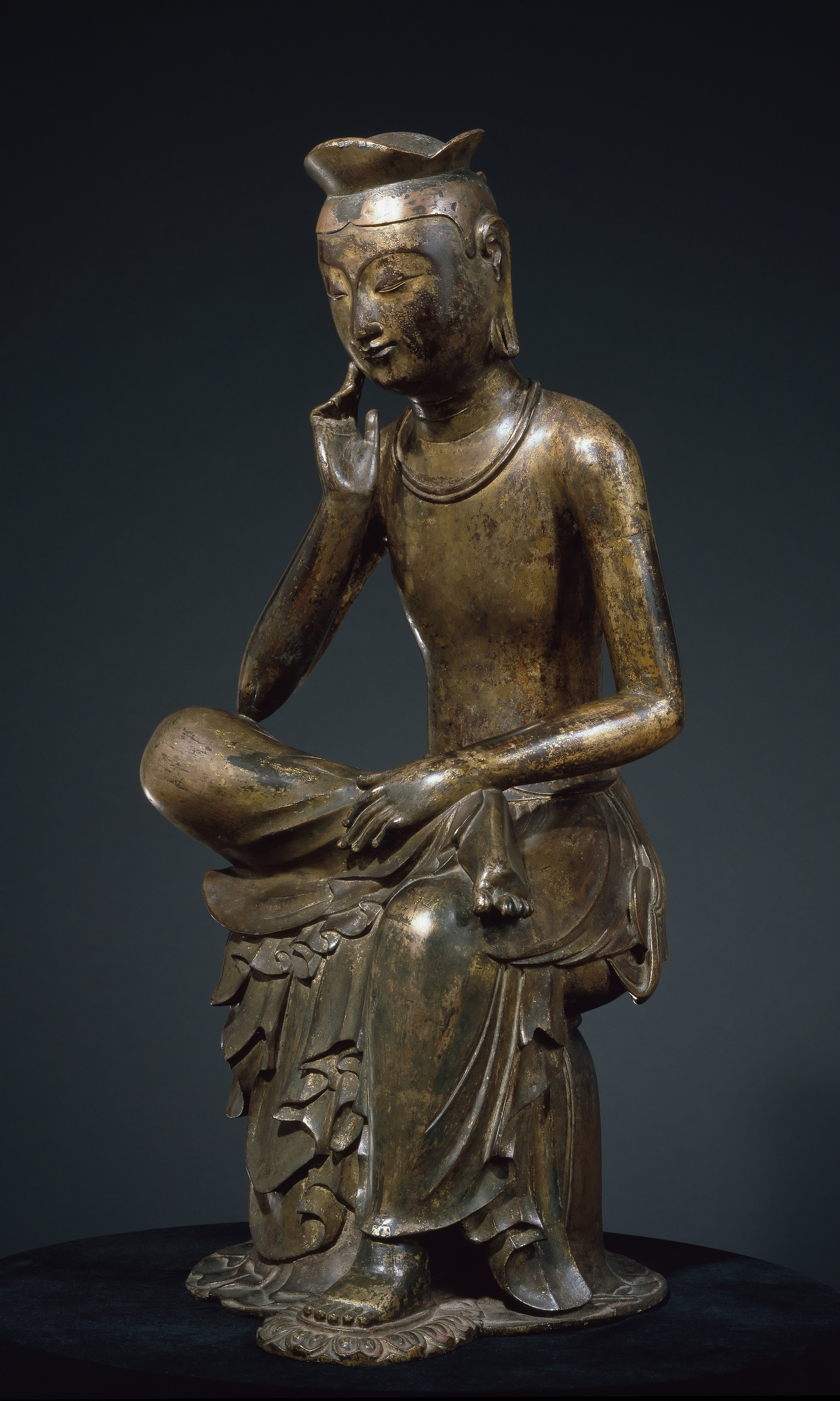
Bangasayusang, Maitreya contemplatiu semiassegut probablement de Silla, cap a principis del segle VII.

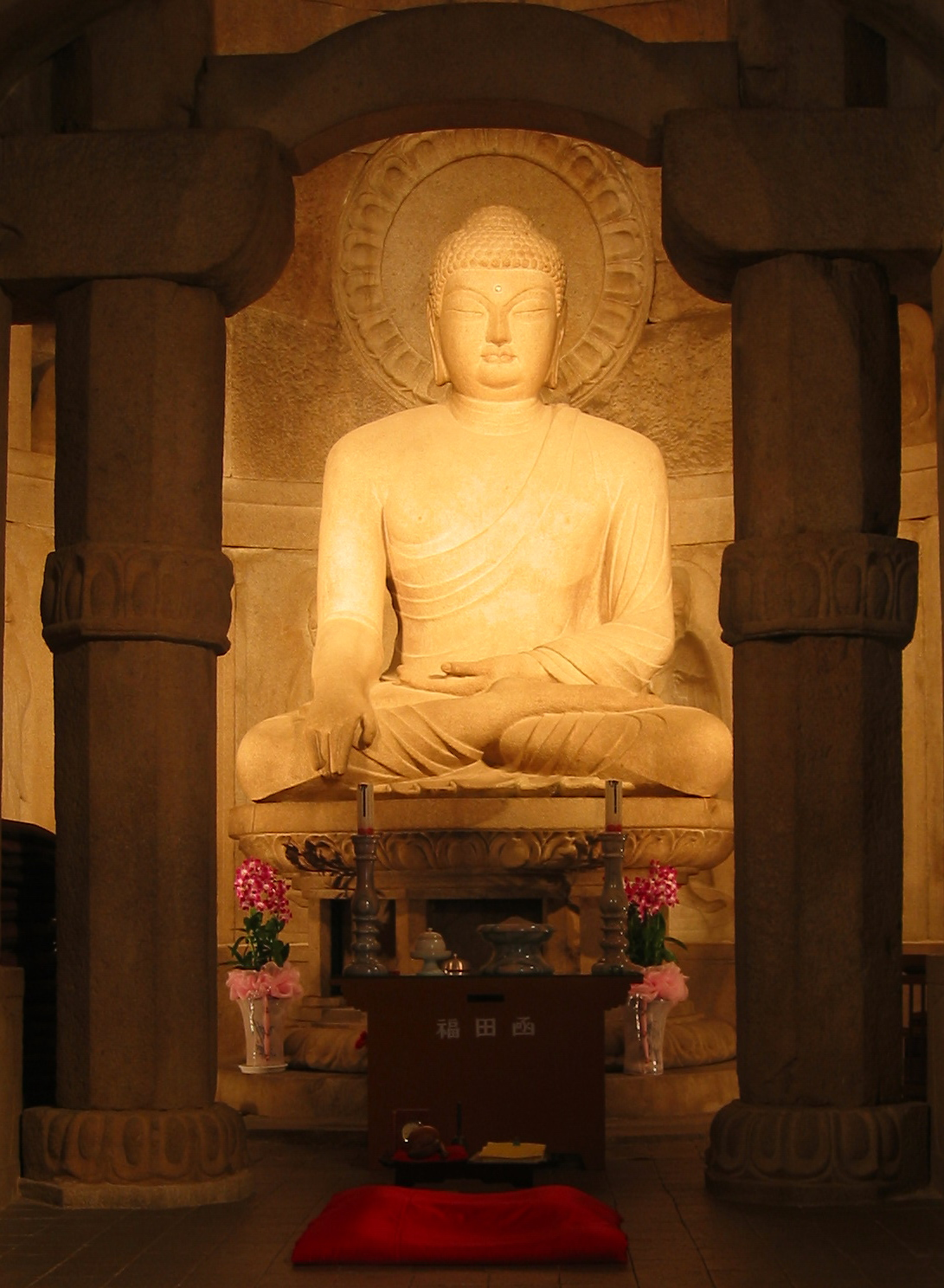
La gruta de Seokguram és Patrimoni de la Humanitat i data de l'era de Silla Unificada.

El primer dels Tres Regnes de Corea a rebre oficialment el budisme va ser Goguryeo l'any 372. Tanmateix, els registres xinesos i l'ús de motius budistes als murals de Goguryeo indiquen la introducció del budisme abans de la data oficial. El Regne de Baekje va reconèixer oficialment el budisme l'any 384. El Regne de Silla, aïllat i sense fàcil accés marítim o terrestre a la Xina, va adoptar oficialment el budisme l'any 535 tot i que la religió estrangera era coneguda al regne a causa del treball dels monjos de Goguryeo des de principis del segle V. La introducció del budisme va estimular la necessitat que els artesans creessin imatges per a la veneració. Els arquitectes van transformar la civilització coreana a través dels temples i l'alfabetització de la població. Particularment important en la transmissió d'estils d'art sofisticats als regnes coreans va ser l'art dels Tuoba, clan xinès xianbei, apartat dels Han que va establir la dinastia Wei del Nord a la Xina l'any 386. L'estil Wei del Nord va influir fortament en l'art de Goguryeo i Baekje. Més tard, els artesans de Baekje van transmetre aquest estil juntament amb elements de la dinastia del Sud i diferents elements coreans al Japó. Els artesans coreans eren molt selectius dels estils que incorporaven i combinaven diferents estils regionals per crear un estil d'art budista coreà específic.
Mentre que l'art budista de Goguryeo mostrava vitalitat i mobilitat semblants als prototips de Wei del nord, el Regne de Baekje també estava en estret contacte amb les dinasties meridionals i septentrionals del sud de la Xina. Aquest contacte diplomàtic estret s'exemplifica en l'escultura suau i proporcional de Baekje, que mostra el somriure insondable conegut pels historiadors de l'art com el somriure de Baekje. El Regne de Silla també va desenvolupar una tradició d'art budista distintiva personificada pel Bangasayusang, una estàtua contemplativa mig asseguda de Maitreya, el bessó de fabricació coreana de la qual va ser enviat al Japó com a regal de proselitisme, i que ara es troba al temple Koryu-ji, al Japó.
El budisme en el període dels Tres Regnes va estimular projectes massius de construcció de temples, com ara el temple de Mireuksa al regne de Baekje, i el temple Hwangnyongsa a Silla. Els arquitectes de Baekje eren famosos per la seva habilitat i van ser fonamentals en la construcció de l'enorme pagoda de nou pisos a Hwangnyongsa i els primers temples budistes a Yamato Japó, com ara Hōkō-ji (Asuka-dera) i Hōryū-ji. L'art budista coreà del segle VI va mostrar les influències culturals de la Xina i l'Índia, però va començar a mostrar característiques pròpies distintives. Aquestes característiques locals es poden veure en l'art budista primitiu al Japó i ara es creu que algunes escultures budistes inicials japoneses es van originar a Corea, especialment a Baekje, o per artesans coreans que van emigrar a Yamato Japó. En particular, la forma de Maitreya semi-assegut es va adaptar a un estil coreà molt desenvolupat que es va transmetre al Japó, com ho demostren les estàtues Koryu-ji Miroku Bosatsu i Chugu-ji Siddhartha. Encara que molts historiadors representen Corea com un simple transmissor del budisme, els Tres Regnes, i particularment Baekje, van ser fonamentals com a agents actius en la introducció i formació d'una tradició budista al Japó el 538 o el 552.

#### Silla Unificada

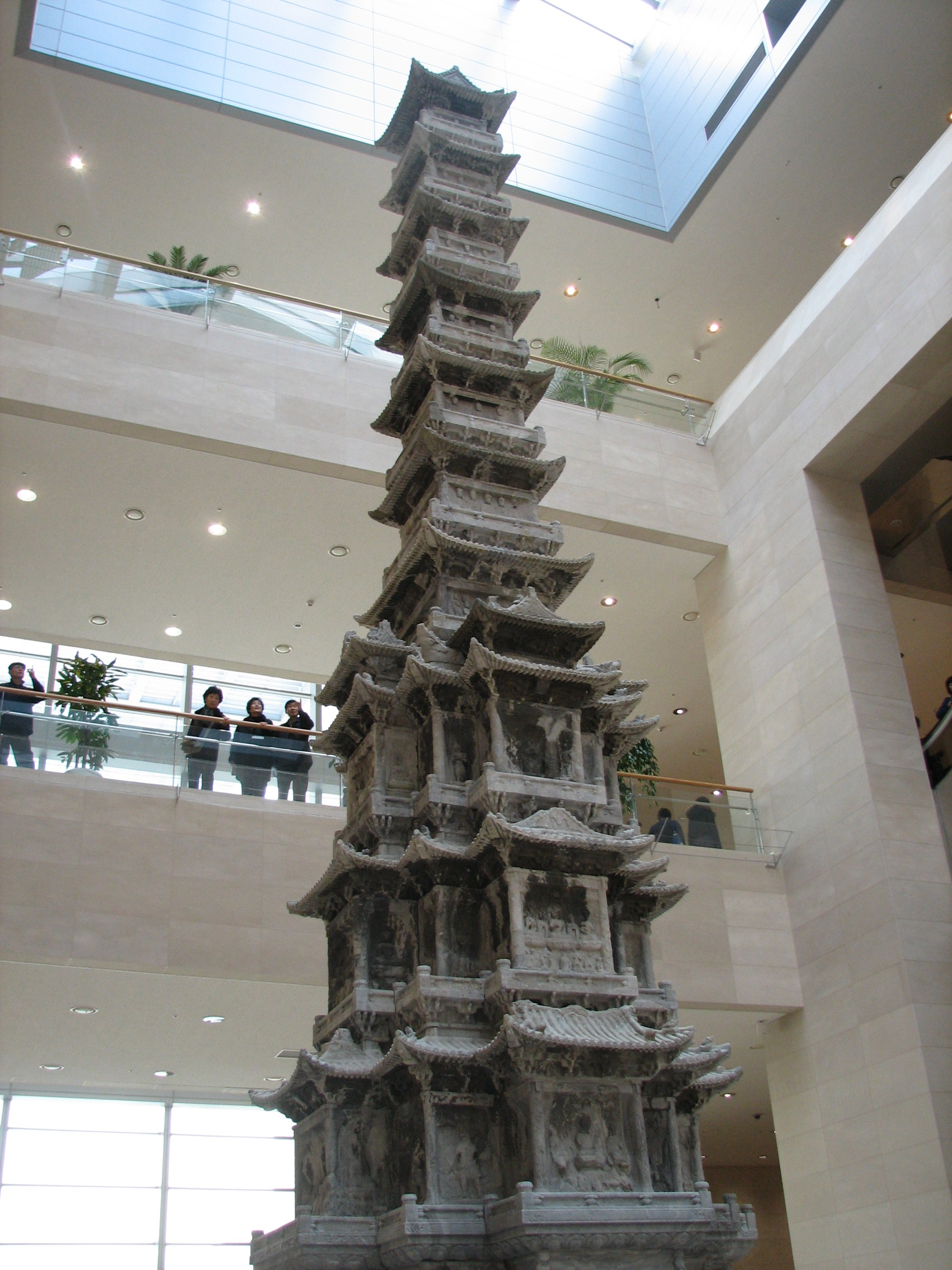
La pagoda Gyeongcheonsa de l'era Goryeo es troba al primer pis del Museu Nacional de Corea.

Durant el període de Silla unificada, l'Àsia oriental va ser particularment estable, amb la Xina i Corea gaudint de governs unificats. L'art de Silla primitiu unificat combinava els estils Silla i Baekje. L'art budista coreà també va ser influenciat pels nous estils de la dinastia Tang, com ho demostra un nou motiu budista popular amb escultures de Buda de cara sencera. La Xina Tang va ser la cruïlla de camins d'Àsia oriental, central i meridional i, per tant, l'art budista d'aquest període exhibeix l'anomenat estil internacional. L'art budista patrocinat per l'estat va florir durant aquest període, l'epítom del qual és la gruta de Seokguram.

#### Dinastia Goryeo
La caiguda de la dinastia Silla unificada i l'establiment de la dinastia Goryeo el 918 indiquen un nou període de l'art budista coreà. Els reis Goryeo també van patrocinar profusament el budisme i l'art budista va florir, especialment les pintures budistes i els sutres il·luminats escrits amb tinta d'or i plata. . L'èxit màxim d'aquest període és la talla d'aproximadament 80.000 blocs de fusta de la Tripitaka Koreana que es va fer dues vegades.

#### Dinastia Joseon
La dinastia Joseon va suprimir activament el budisme a partir de 1406 i els temples budistes i la producció d'art van disminuir posteriorment en qualitat i en quantitat, tot i que a partir de 1549, l'art budista continua produint-se.

### Japó

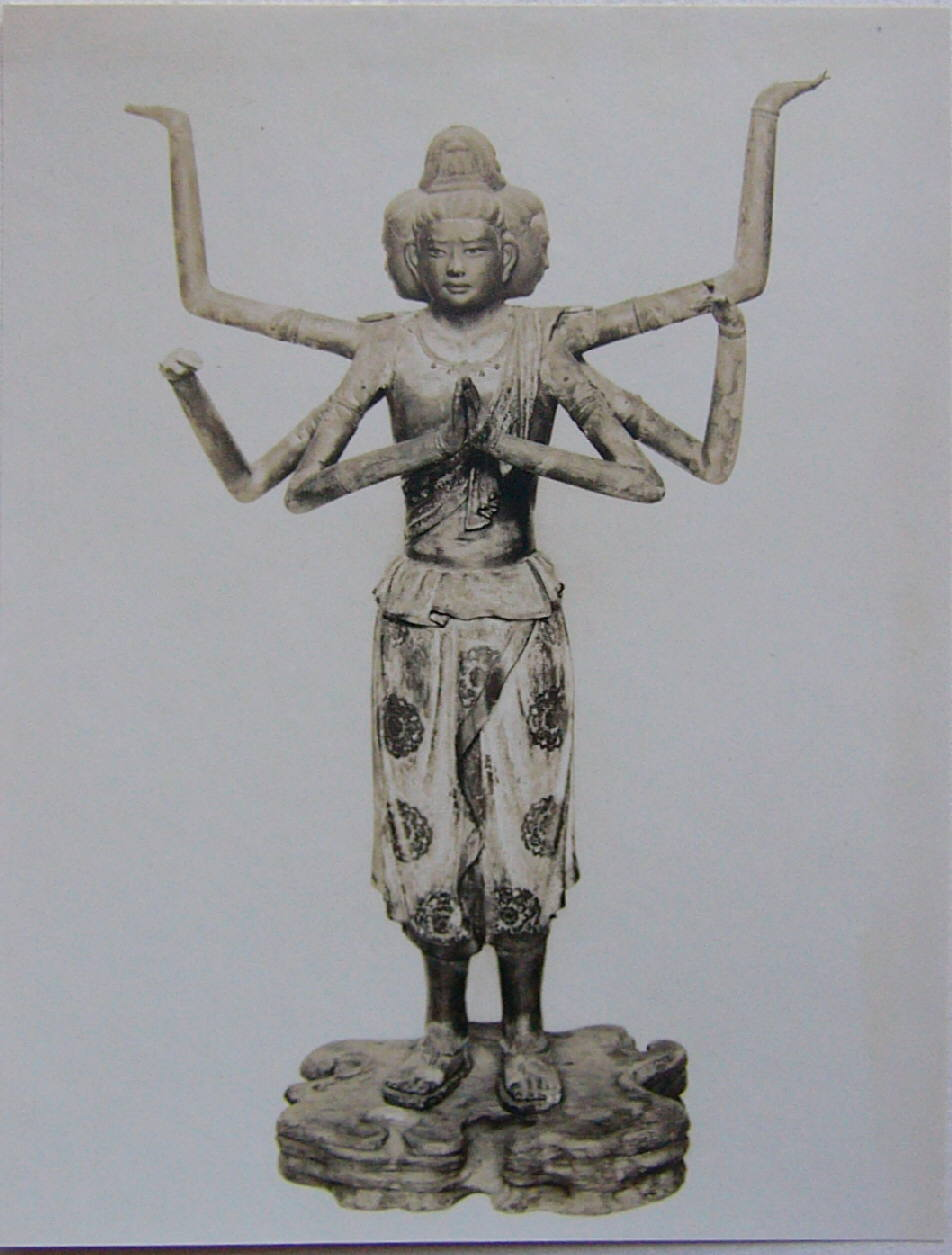
L'Asura a Kōfuku-ji, Nara (734). Tresor Nacional.

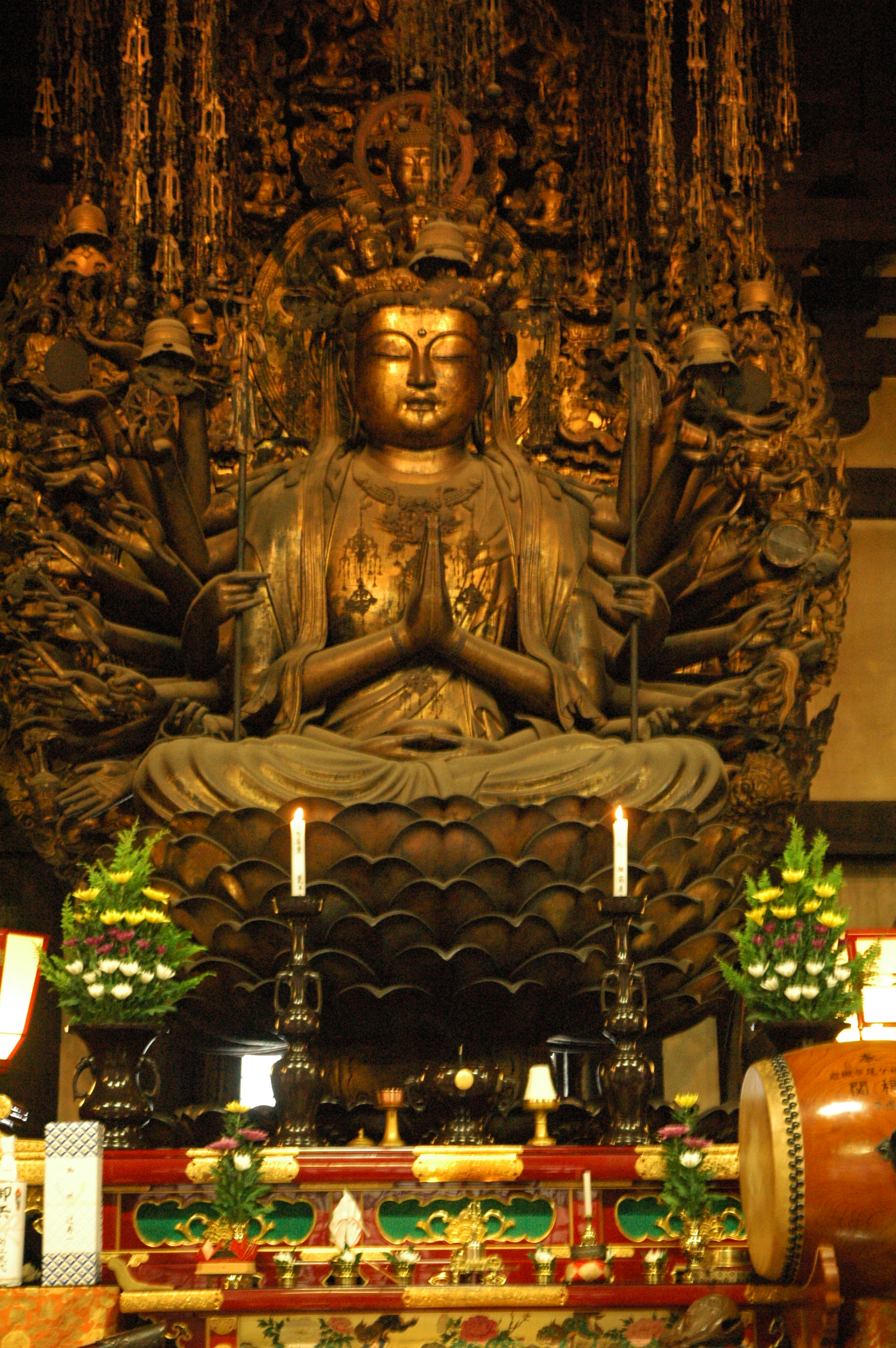
Senju Kannon de Tankei. Sanjūsangen-dō, 1254. Tresor Nacional.

Abans de la introducció del budisme, el Japó ja havia estat la seu de diverses influències culturals (i artístiques), des de l'art decoratiu lineal abstracte del Jōmon indígena del Neolític des del 10500 aC fins al 300 aC, fins l'art dels períodes Yayoi i Kofun, amb desenvolupaments com l'art Haniwa.
L'intercanvi cultural entre l'Índia i el Japó no va ser directe, ja que el Japó va rebre el budisme a través de Corea, Xina, l'Àsia central i, finalment, l'Índia. Els japonesos van descobrir el budisme al segle VI quan els monjos missioners van viatjar a les illes juntament amb nombroses escriptures i obres d'art. El contacte cultural entre la cultura dhàrmica índia i el Japó a través de l'adopció d'idees i estètica budistes ha contribuït al desenvolupament d'un ordre cultural nacional en el segle següent. A partir de llavors, la religió budista va ser adoptada per l'estat. Estant geogràficament al final de la Ruta de la Seda, el Japó va poder preservar molts aspectes del budisme en el mateix moment en què estava desapareixent a l'Índia, i es va suprimir a Àsia central.
A partir de l'any 711, es van construir nombrosos temples i monestirs a la capital de Nara, com una pagoda de cinc pisos, el Saló daurat dels Horyuji i el temple Kōfuku-ji. Es van fer innombrables pintures i escultures, sovint sota el patrocini del govern. Les influències artístiques índies, hel·lenístiques, xineses i coreanes es van barrejar en un estil original caracteritzat pel realisme i l'elegància.
La creació de l'art budista japonès va ser especialment ric entre els segles viii i xiii durant els períodes de Nara, Heian i Kamakura. El Japó va desenvolupar un art figuratiu extremadament ric per al panteó de les divinitats budistes, de vegades combinat amb influències hindús i xintoistes. Aquest art pot ser molt variat, creatiu i atrevit. Jōchō és considerat com un dels escultors budistes més grans no només del període Heian sinó també de la història de les estàtues budistes al Japó. Jōchō va redefinir la forma del cos de les estàtues de Buda perfeccionant la tècnica de "yosegi zukuri" (寄木造り) que es basa en una combinació de diverses fustes. L'expressió pacífica i la figura elegant de l'estàtua de Buda que va fer van completar un estil japonès d'escultura d'estàtues de Buda anomenat "Jōchō yō" (estil Jōchō, 定朝様) i va determinar l'estil de les estàtues budistes japoneses del període posterior. El seu èxit va elevar de manera espectacular l'estatus social de busshi (escultor budista) al Japó.
En el període Kamakura, el clan Minamoto va establir el shogunat Kamakura i la classe samurai pràcticament va governar el Japó per primera vegada. Els successors de Jocho, escultors de l'escola kei d'estàtues budistes, van crear estàtues realistes i dinàmiques per adaptar-se als gustos dels samurais, i l'escultura budista japonesa va arribar al seu punt àlgid. Unkei, Kaikei i Tankei van arribar a ser famosos, construint moltes noves estàtues de Buda a molts temples com Kofuku-ji, on moltes estàtues de Buda s'havien perdut en guerres i incendis. Una de les arts budistes més destacades de l'època va ser l'estàtua de Buda consagrada a Sanjūsangen-dō que consta de 1.032 estàtues produïdes per escultors budistes de l'escola Kei, In i En. La imatge principal de Senju Kannon al centre, els 1001 Senju Kannon circumdants, i els 28 assistents de Senju Kannon, Fūjin i Raijin creen un espai solemne i totes les estàtues de Buda estan designades com a Tresors Nacionals.
A partir dels segles XII i XIII, es va desenvolupar el budisme zen, que s'enfronta a l'època duarada del període Muromachi, després de la introducció de la fe per part de Dogen i Eisai al seu retorn de la Xina. L'art zen es caracteritza principalment per pintures originals (com ara sumi-e) i poesia (especialment haikus), que s'esforcen per expressar la veritable essència del món a través de representacions "no dualistes" impressionistes i sense ornaments. La recerca de la il·luminació "en el moment" també va provocar el desenvolupament d'altres arts derivades importants com la cerimònia del te Chanoyu o l'art de l'arranjament floral Ikebana. Aquesta evolució va arribar a considerar gairebé qualsevol activitat humana com un art amb un fort contingut espiritual i estètic, en primer lloc en aquelles activitats relacionades amb les tècniques de combat (arts marcials).
El budisme segueix molt actiu al Japó fins avui. Encara es conserven uns 80.000 temples budistes. Molts d'ells són de fusta i són restaurats periòdicament.

### Tibet i Bhutan

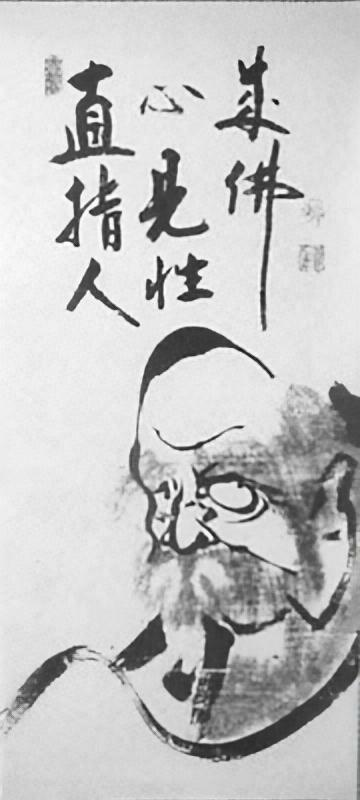
Cal·ligrafia en rotlle de Bodhidharma, per Hakuin Ekaku (1686 a 1769)

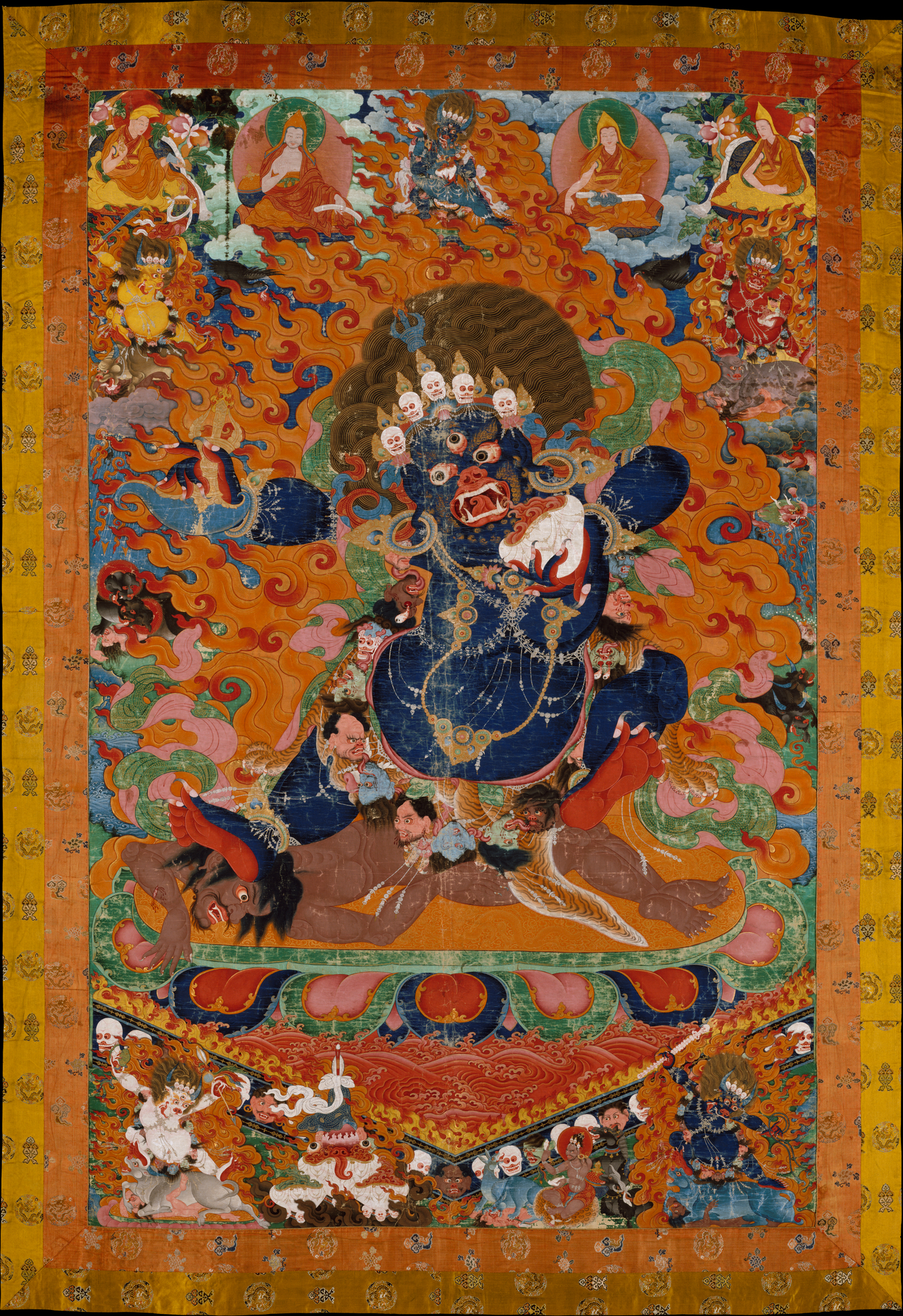
Yama,, Tibet

El budisme tàntric va començar com un moviment a l'est de l'Índia al voltant del segle v o VI. Moltes de les pràctiques del budisme tàntric es deriven del brahmanisme (l'ús de mantres, ioga o la crema d'ofrenes de sacrifici). El tantrisme es va convertir en la forma dominant del budisme al Tibet a partir del segle VIII. A causa de la seva centralitat geogràfica a Àsia, l'art budista tibetà va rebre influència de l'art indi, nepalí, grecobudista i xinès.
Una de les creacions més característiques de l'art budista tibetà són els mandales, esquemes d'un "temple diví" fet d'un cercle que tanca un quadrat. Elseu propòsit és ajudar els devots budistes a centrar la seva atenció mitjançant la meditació, i seguir el camí cap al centre de la imatge de Buda. Artísticament, l'art de l'imperi Gupta i l'art hindú solen ser les dues inspiracions més fortes de l'art tibetà.
Entre els segles x i xi, el monestir de Tabo a Himachal Pradesh, al nord de l'Índia (en aquella època part del Regne del Tibet occidental) té un paper important com a intermediari entre l'Índia i l'intercanvi cultural del Tibet, especialment l'art i la filosofia budistes. Un exemple notable d'art budista tibetà a Tabo són els seus exquisits frescos.

### Vietnam

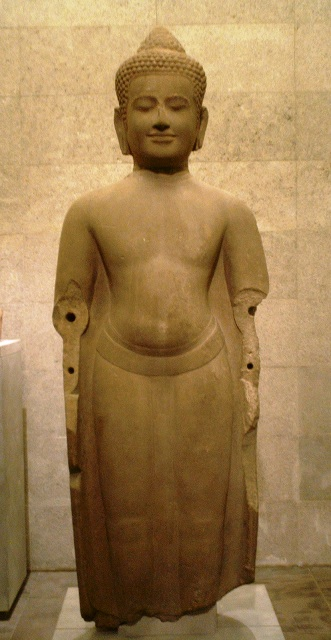
Un Buda cambodjà, segle XIV

La influència xinesa va ser predominant al nord del Vietnam (Tonquín) entre els segles ix i ix, on predominava el confucianisme i el budisme mahayana. En general, l'art del Vietnam ha estat fortament influenciat per l'art budista xinès.
Al sud va prosperar l'antic regne de Champa (abans que després fos superat pels vietnamites del nord). Champa tenia un art fortament indianitzat, igual que la veïna Cambodja. Moltes de les seves estàtues es caracteritzaven per rics adornaments corporals. La capital del regne de Champa va ser annexada pel Vietnam el 1471, i es va esfondrar totalment a la dècada de 1720, mentre que els Cham segueixen sent una minoria abundant al sud-est asiàtic.

## Art budista del sud

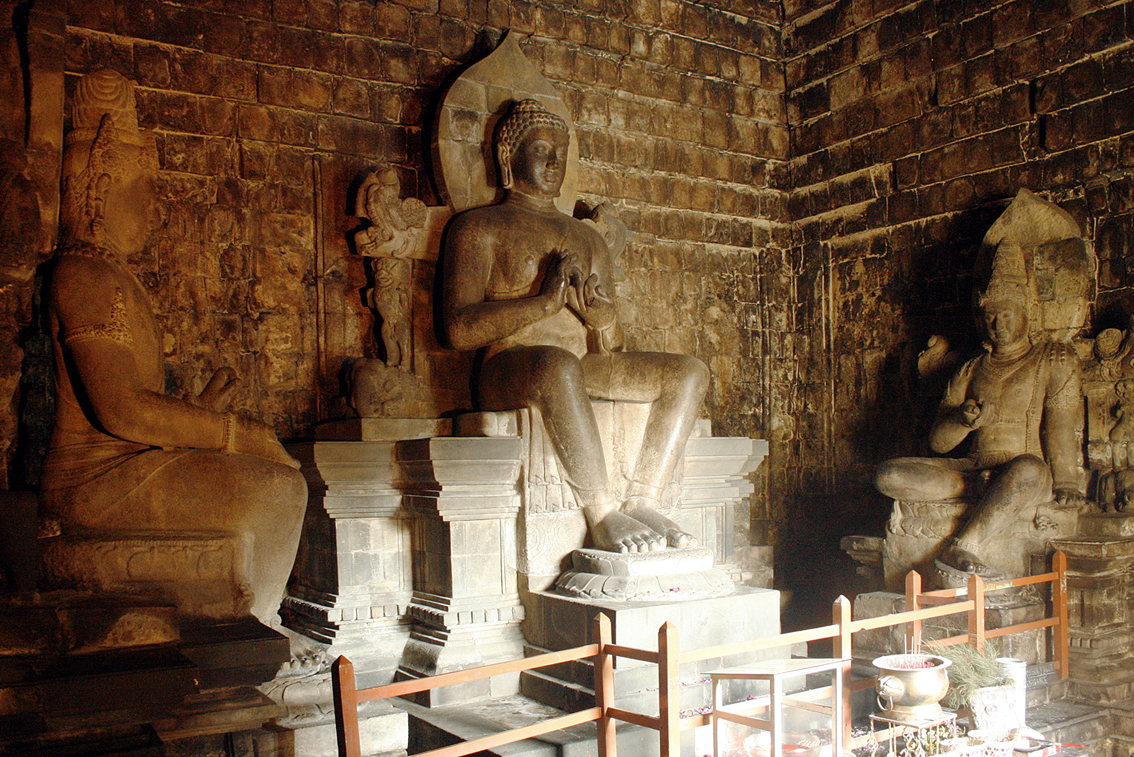
L'estàtua del Buda Dhyani Vairocana, Avalokitesvara i Vajrapani dins del temple de Mendut.

Les formes ortodoxes del budisme, també conegudes com a budisme del sud, encara es practiquen a Sri Lanka, Myanmar (Birmania), Tailàndia, Laos i Cambodja. Durant el segle I dC, el comerç terrestre a la Ruta de la Seda va tendir a estar restringit per l'ascens de l'imperi Part a l'Orient Mitjà, que va ser un enemic invicte de Roma, al mateix temps que els romans acumulaven riquesa i la seva demanda de luxe asiàtic augmentava. Aquesta demanda va reactivar les connexions marítimes entre la mar Mediterrània i la Xina, amb l'Índia com a intermediari. A partir d'aquell moment, a través de connexions i assentaments comercials, i fins i tot intervencions polítiques, l'Índia va començar a influir fortament en els països del sud-est asiàtic. Les rutes comercials enllaçaven l'Índia amb el sud de Birmània, el centre i el sud de Siam, la baixa Cambodja i el sud del Vietnam, i s'hi van establir nombrosos assentaments costaners.
Durant més de mil anys, la influència índia va ser, doncs, el principal factor que va aportar un cert nivell d'unitat cultural als diferents països de la regió. Les llengües pali i sànscrita i l'escriptura índia, juntament amb el budisme mahayana i theravada, el brahmanisme i l'hinduisme, es van transmetre des del contacte directe i mitjançant textos sagrats i literatura índia com el Ramayana i el Mahabharata. Aquesta expansió va proporcionar el context artístic per al desenvolupament de l'art budista en aquests països, que després van desenvolupar característiques pròpies.
Entre els segles I i VIII, diversos regnes van competir per la influència a la regió (sobretot el cambodjà regne de Funan i després els regnes birmans Mon) aportant diverses característiques artístiques, principalment derivades de l'estil indi Gupta. Combinat amb una influència hindú omnipresent, es troben imatges budistes, tauletes votives i inscripcions en sànscrit per tota la zona. Entre els segles VIII i XII, sota el patrocini de la dinastia Pala, les arts i les idees del budisme i l'hinduisme es co-desenvolupen i encaixen cada cop més. No obstant això, amb la invasió musulmana i el saqueig dels monestirs a l'Índia, afirma Richard Blurton, "el budisme es va esfondrar com una força important a l'Índia".
Entre els segles VIII i IX, l'art budista Sailendran es va desenvolupar i va créixer al regne de Medang Mataram de Java central, a Indonèsia. Aquest període va marcar el renaixement de l'art budista a Java, ja que es van construir nombrosos monuments exquisits, com ara Kalasan, Manjusrigrha, Mendut i el mandala de pedra de Borobudur. Les tradicions continuarien fins a l'art budista Singhasari del segle xiii de Java oriental.

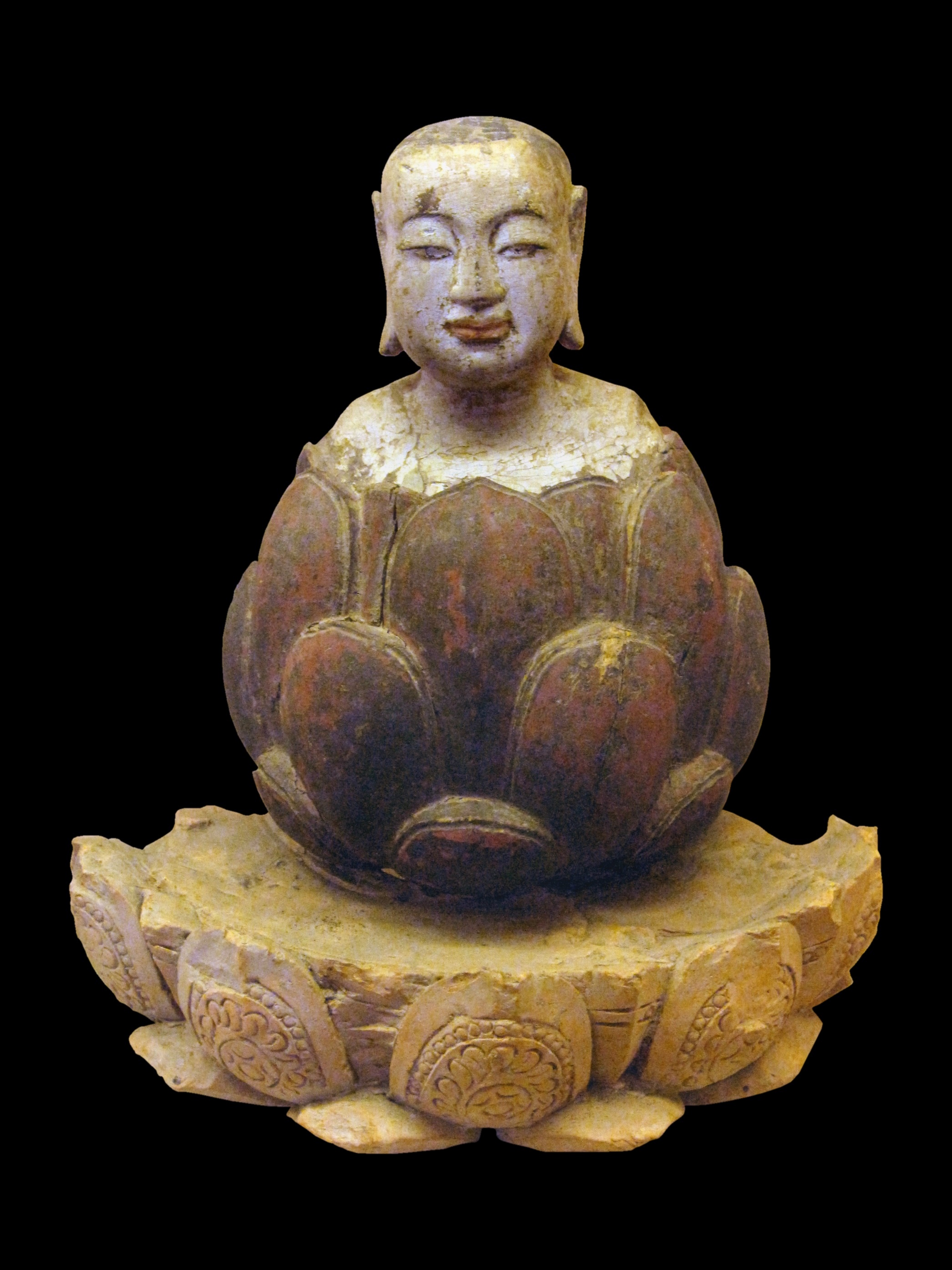
El nen Buda s'aixeca del lotus. Fusta carmesí i daurada, dinastia Trần-Hồ, Vietnam, segles XIV-XV.

Dels segles IX al XIII, el sud-est asiàtic va tenir imperis molt poderosos i es va fer extremadament actiu en la creació arquitectònica i artística budista. L'Imperi Sri Vijaya al sud i l'Imperi Khmer al nord competien per la influència, però tots dos eren partidaris del budisme Mahayana, i el seu art expressava el ric panteó Mahayana dels Bodhisattvas. El budisme Theravada del cànon Pali es va introduir a la regió al voltant del segle xiii des de Sri Lanka, i va ser adoptat pel recentment fundat pel tailandès regne de Sukhothai. Atès que en el budisme Theravada de l'època, els monestirs eren normalment els llocs centrals d'instrucció per als laics de les ciutats per atendre conflictes arbitrats pels monjos, la construcció de complexos de temples té un paper especialment important en l'expressió artística del sud-est asiàtic des d'aquells temps.
A partir del segle xiv, el principal factor va ser la propagació de l'islam a les zones marítimes del sud-est asiàtic, envaint Malàisia, Indonèsia i la majoria de les illes fins al sud de les Filipines. A les zones continentals, el budisme Theravada va continuar expandint-se a Birmània, Laos i Cambodja.

### Sri Lanka

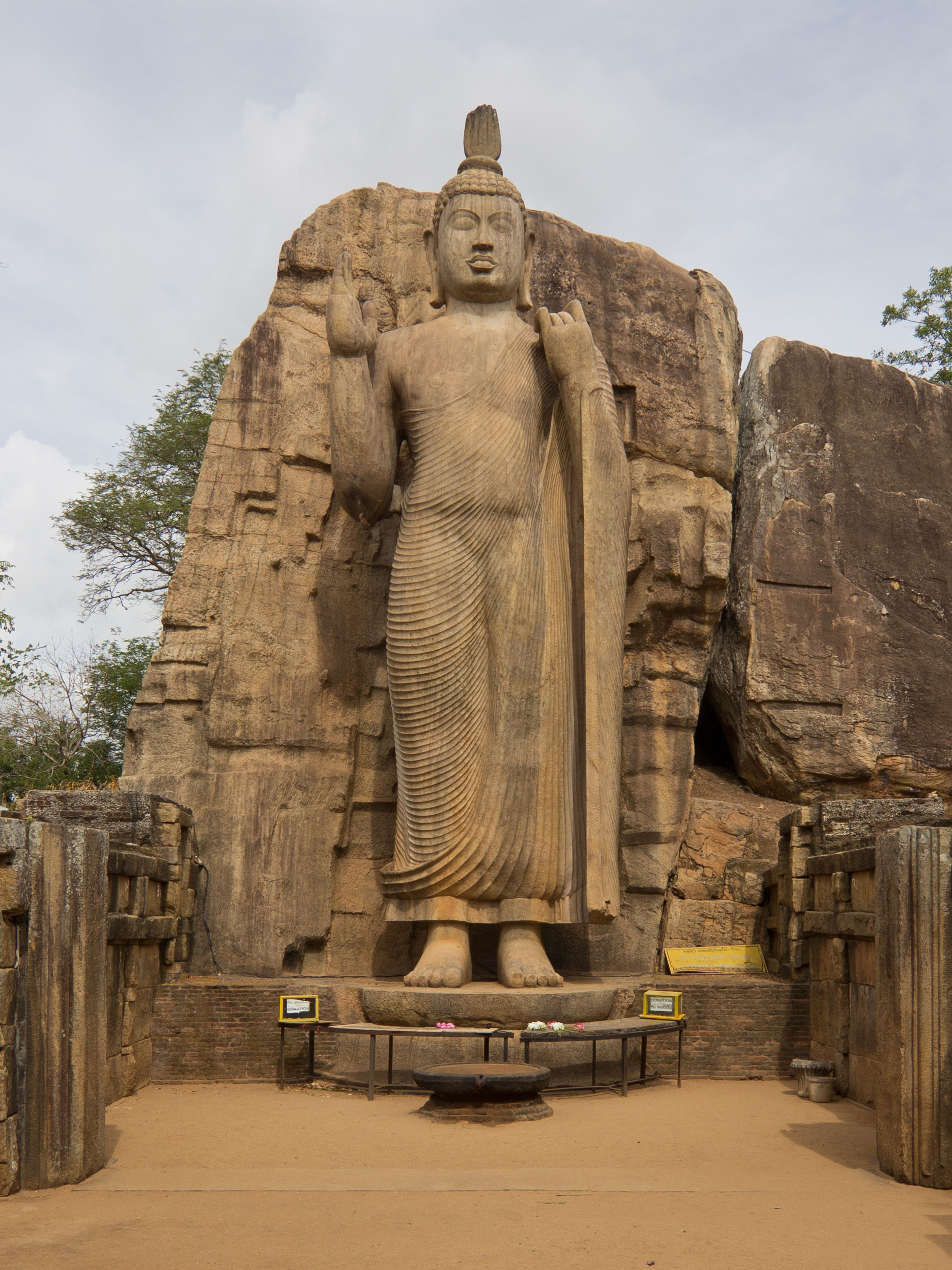
Estàtua de Buda Avukana,, tècnicament un relleu de roca

Segons la tradició, el budisme va ser introduït a Sri Lanka al segle iii aC per missioners indis sota la guia de Thera Mahinda, fill de l'emperador Mauryan Aixoka. El primer complex monàstic va ser el Mahāvihāra a Anurādhapura fundat per Devānampiyatissa i presentat a Mahinda Thera. El Mahāvihāra es va convertir en el centre de la doctrina ortodoxa Theravāda i la seva posició suprema va romandre indiscutible fins a la fundació de l'Abhayagiri Vihāra al voltant del 89 aC per Walagamahu I.
L'Abhayagiri Vihāra es va convertir en la seu de les doctrines Mahāyāna reformades. La rivalitat entre els monjos del Mahāvihāra i els Abhayagiri va provocar una nova escissió i la fundació del Jetavanarama prop del Mahāvihāra. La característica principal del budisme cingalès va ser la seva divisió en tres grans grups, o nikāyas, que reben el nom dels tres principals complexos monàstics d'Anurādhapura; el Mahāvihāra, l'Abhayagiri i el Jetavanārāma. Aquest va ser el resultat de les desviacions de les regles disciplinàries (vinaya) i de les disputes doctrinals. Tots els altres monestirs de Sri Lanka donaven lleialtat eclesiàstica a un dels tres. Sri Lanka és famós per les seves creacions d'escultures budistes fetes de pedra fosa en aliatge de bronze.

### Myanmar

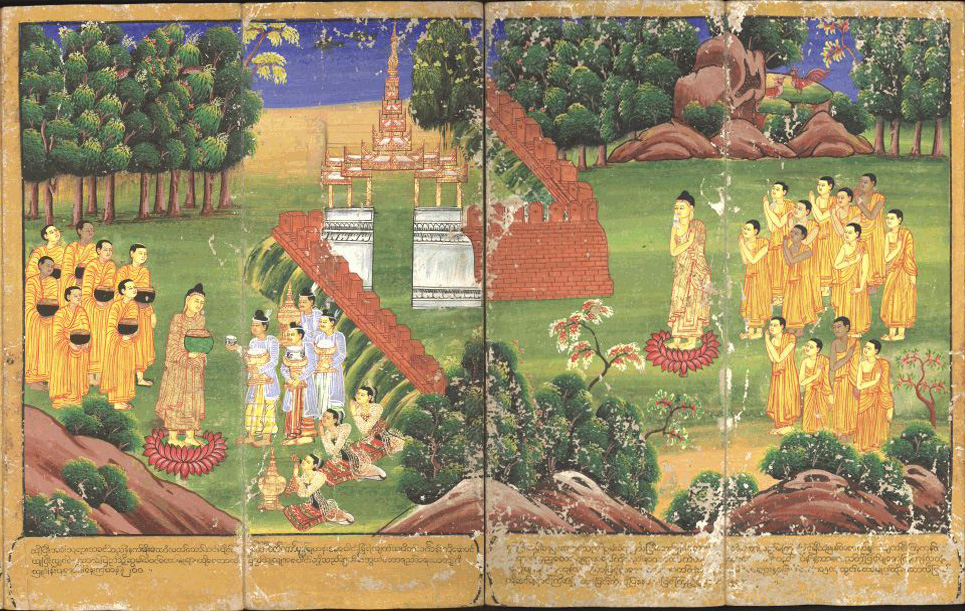
Escenes de la vida de Buda en una aquarel·la birmana del segle XVIII

Myanmar (Birmania), veí de l'Índia, va estar naturalment molt influenciat per la part oriental del territori indi. L'ètnia Mon del sud de Birmània es van convertir al budisme cap a l'any 200 aC sota el prosélitisme del rei indi Ashoka, abans del cisma entre Mahayana i el budisme Hinayana.
Els primers temples budistes, com Beikthano al centre de Myanmar, corresponen als segles I i V. L'art budista de Mon va estar especialment influenciat per l'art indi dels períodes Gupta i post-Gupta, i el seu estil manierista es va estendre àmpliament al sud-est asiàtic després de l'expansió de l'Imperi Mon entre els segles V i VIII.
Més tard, es van construir milers de temples budistes a Bagan, la capital, entre els segles xi i xiii, i prop de 2.000 encara es mantenen en peu. D'aquella època queden belles estàtues amb joies de Buda. La creació va continuar malgrat la presa de la ciutat pels mongols el 1287.
Durant el període Ava, dels segles XIV al XVI, l'estil Ava (Innwa) de la imatge de Buda va ser força popular. En aquest estil, el Buda té orelles grans que sobresurten, celles exagerades que es corben cap amunt, ulls mig tancats, llavis prims i un monyo de cabell que s'apunta a la part superior, normalment representat al bhumisparsa mudra.

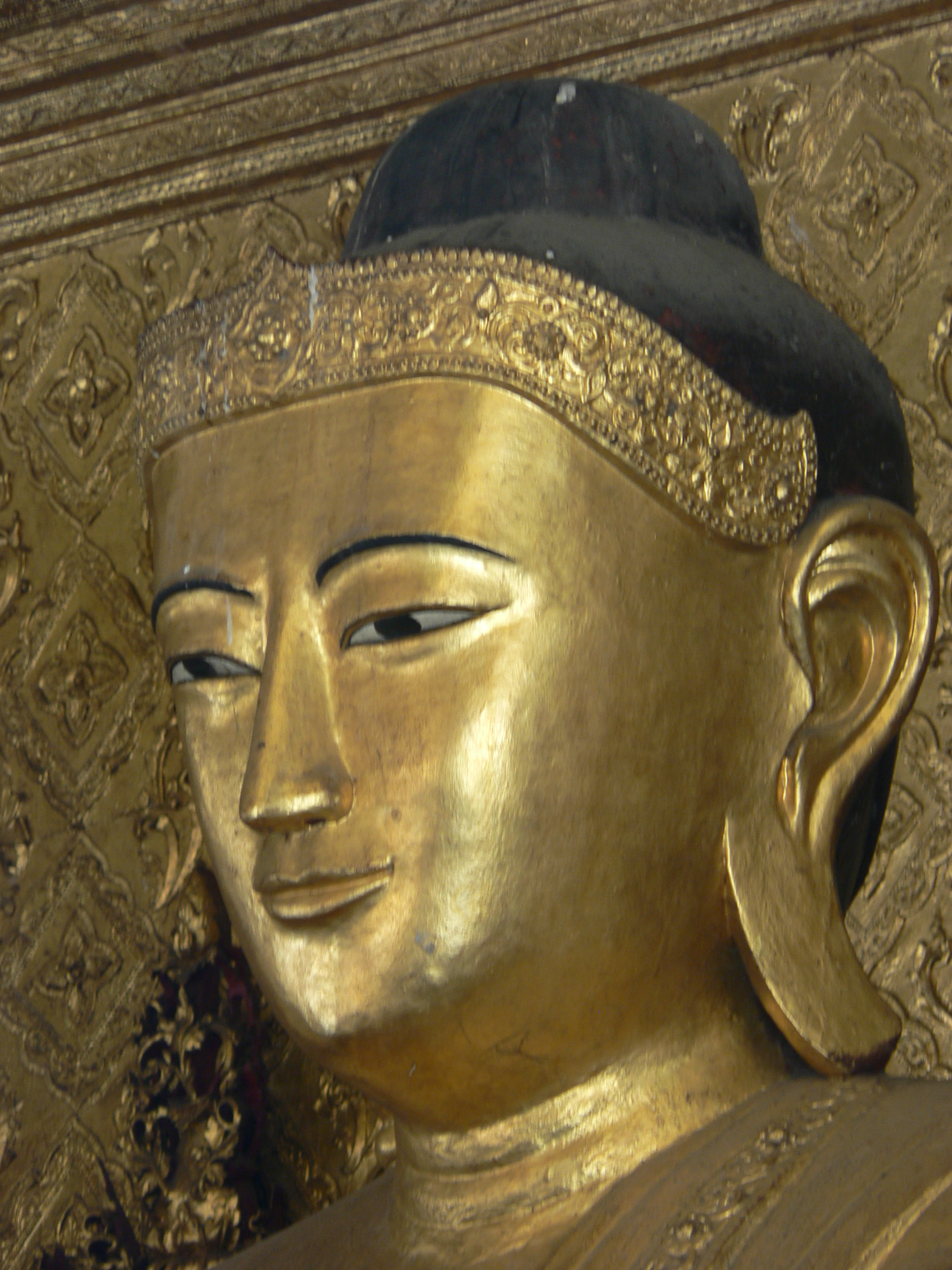
Una estàtua de Buda d'estil Mandalay

Durant la dinastia Konbaung, a finals del segle xviii, va sorgir l'estil Mandalay de la imatge de Buda, un estil que segueix sent popular fins als nostres dies. Hi va haver una marcada desviació de l'estil Innwa, i la cara del Buda és molt més natural, carnosa, amb celles naturalment inclinades, ulls lleugerament inclinats, llavis més gruixuts i un moll de cabell rodó a la part superior. Les imatges de Buda d'aquest estil es poden trobar reclinat, dret o assegut. Els Budes d'estil Mandalay porten túnices soltes i drapejades.
Un altre estil comú d'imatges de Buda és l'estil Shan, del poble Shan, que habiten les terres altes de Myanmar. En aquest estil, el Buda està representat amb trets angulars, un nas gran i destacat, un moll de cabell lligat de manera semblant als estils tailandesos i una boca petita i prima.

### Cambodja

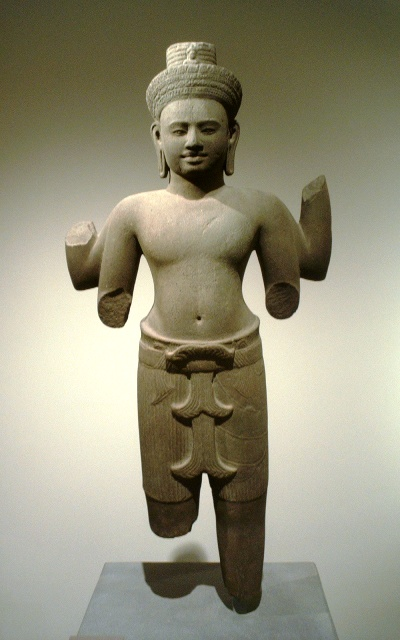
Bodhisattva Lokesvara, Cambodja segle XII.

Cambodja va ser el centre del regne de Funan, que es va expandir per Birmània i fins al sud fins a Malàisia entre els segles III i VI. La seva influència sembla haver estat essencialment política, amb la major part de la influència cultural provinent de l'Índia.
Més tard, dels segles IX al XIII, l'imperi Khmer hindú i el budisme mahayana va dominar grans parts de la península del sud-est asiàtic, i la seva influència va ser cabdal en el desenvolupament de l'art budista a la regió. Sota els khmers, es van construir més de 900 temples a Cambodja i als veïns Tailàndia i Laos. El mecenatge reial per a l'art budista khmer va assolir el seu punt àlgid amb el patrocini de Jayavarman VII, un rei budista que va construir la ciutat emmurallada d'Angkor Thom, adornada amb el rostre somrient de Lokeshvara a Angkor Thom dvaras (portes) i les torres prasat Bayon. Angkor va ser el centre d'aquest desenvolupament, amb un complex de temples budistes i una organització urbana capaç de suportar al voltant d'un milió de ciutadans. A Angkor es conserva una gran quantitat d'escultures budistes d'estil cambodjà. Tanmateix, el saqueig organitzat ha tingut un gran impacte arreu del país.
Sovint, l'art khmer aconsegueix expressar una espiritualitat intensa a través d'expressions divinament radiants, malgrat els trets lliures i les línies esveltes.

### Tailàndia

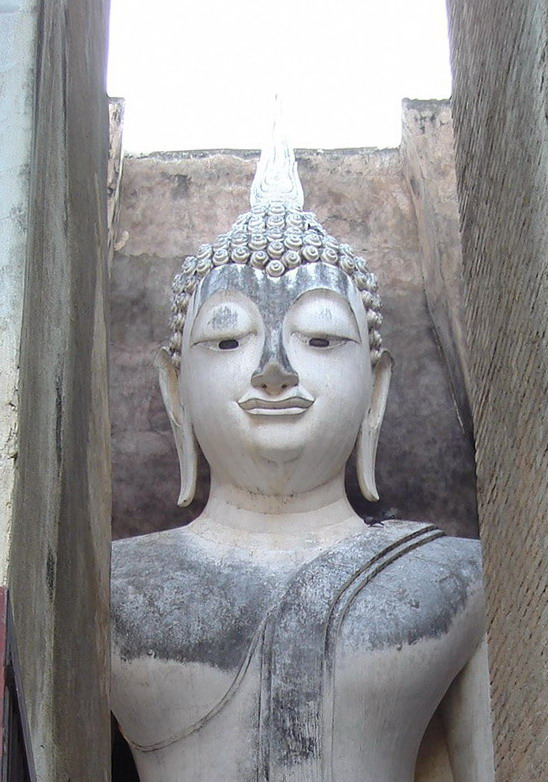
Phra Atchana Wat Si Chum, província de Sukhothai, Tailàndia

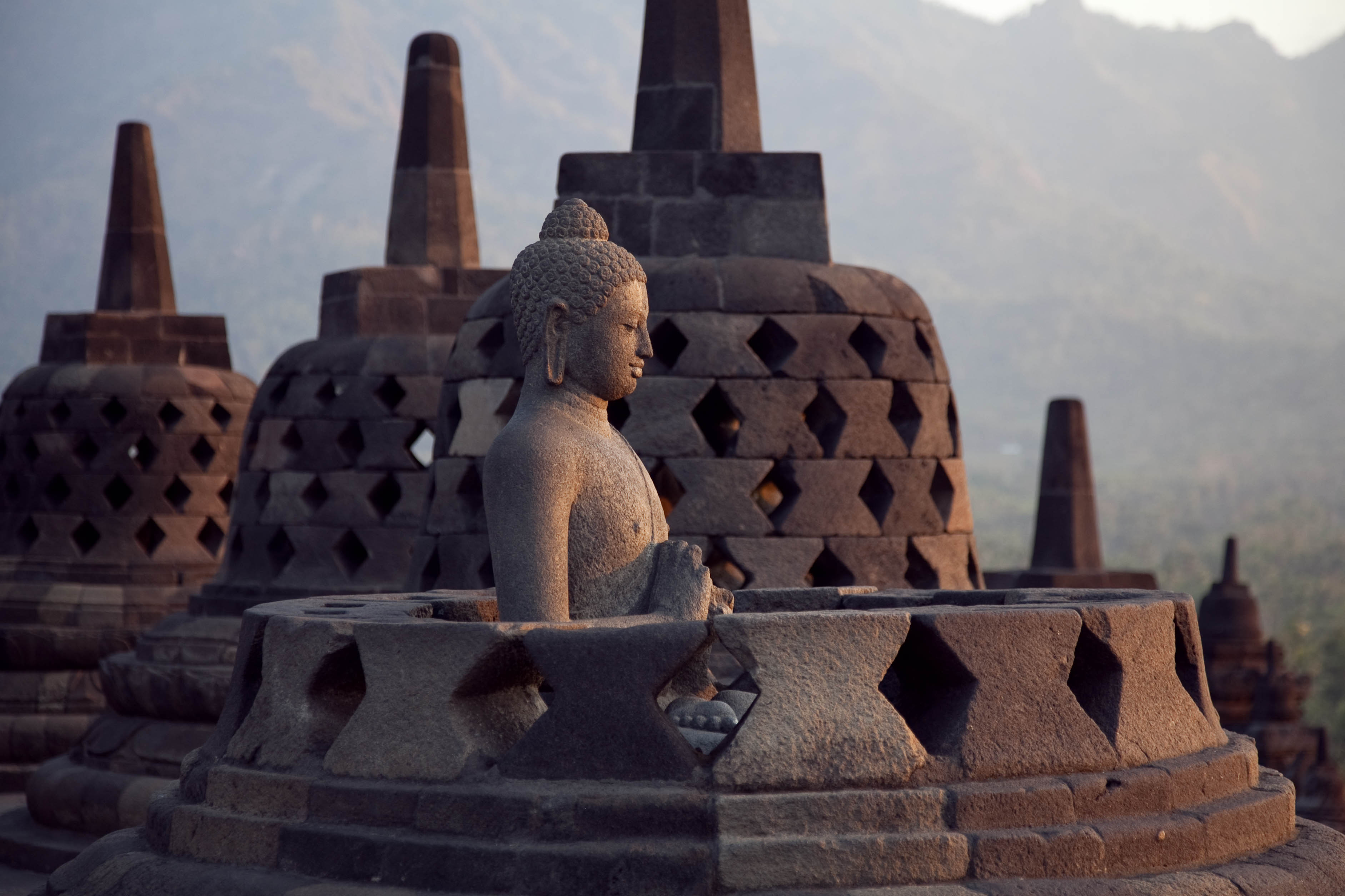
Un Buda a Borobudur.

L'art budista tailandès abasta un període de més d'un mil·lenni, des de la cultura pre-tailandesa de Dvaravati i Srivijaya, fins a la primera capital tailandesa de Sukhothai del segle xiii, fins als regnes tailandesos successius d'Ayutthaya i Rattanakosin.
Des dels segles I fins al VII, l'art budista a Tailàndia va ser influenciat per primera vegada pel contacte directe amb els comerciants indis i l'expansió del regne Mon, que va donar lloc a la creació d'art hindú i budista inspirat en la tradició Gupta, amb nombroses estàtues monumentals de gran virtuosisme.
A partir del segle IX, les diverses escoles d'art tailandès es van veure fortament influenciades per l'art de l'Imperi khmer cambodjà al nord i l'art Sri Vijaya al sud, ambdós de fe mahayana. Fins al final d'aquest període, l'art budista es caracteritza per una clara fluïdesa en l'expressió, i la temàtica és característica del panteó Mahayana amb múltiples creacions de Bodhisattvas.
Des del segle xiii, el budisme Theravada es va introduir des de Sri Lanka al mateix temps que es va establir l'ètnia tais amb el regne de Sukhothai. La nova fe va inspirar imatges molt estilitzades en el budisme tailandès, amb figures de vegades molt geomètriques i gairebé abstractes.
Durant el període Ayutthaya (segles XIV-XVIII), el Buda va passar a ser representat d'una manera més estilística amb peces de vestir sumptuoses i ornamentacions amb joies. Moltes escultures o temples tailandesos tendien a ser daurats, i en ocasions enriquits amb incrustacions.
El període següent del regne de Thonburi i Rattanakosin va veure el desenvolupament de l'art budista tailandès. Al segle xviii, Bangkok es va establir com el centre reial del regne de Siam. Posteriorment, els governants tailandesos van omplir la ciutat amb imponents monuments budistes per demostrar la seva pietat budista així com per mostrar la seva autoritat. Entre d'altres hi ha el famós Wat Phra Kaew que acull el Buda Esmeralda. Altres temples budistes de Bangkok inclouen Wat Arun amb torres d'estil prang i Wat Pho amb la seva famosa imatge de Buda reclinat.

### Indonèsia

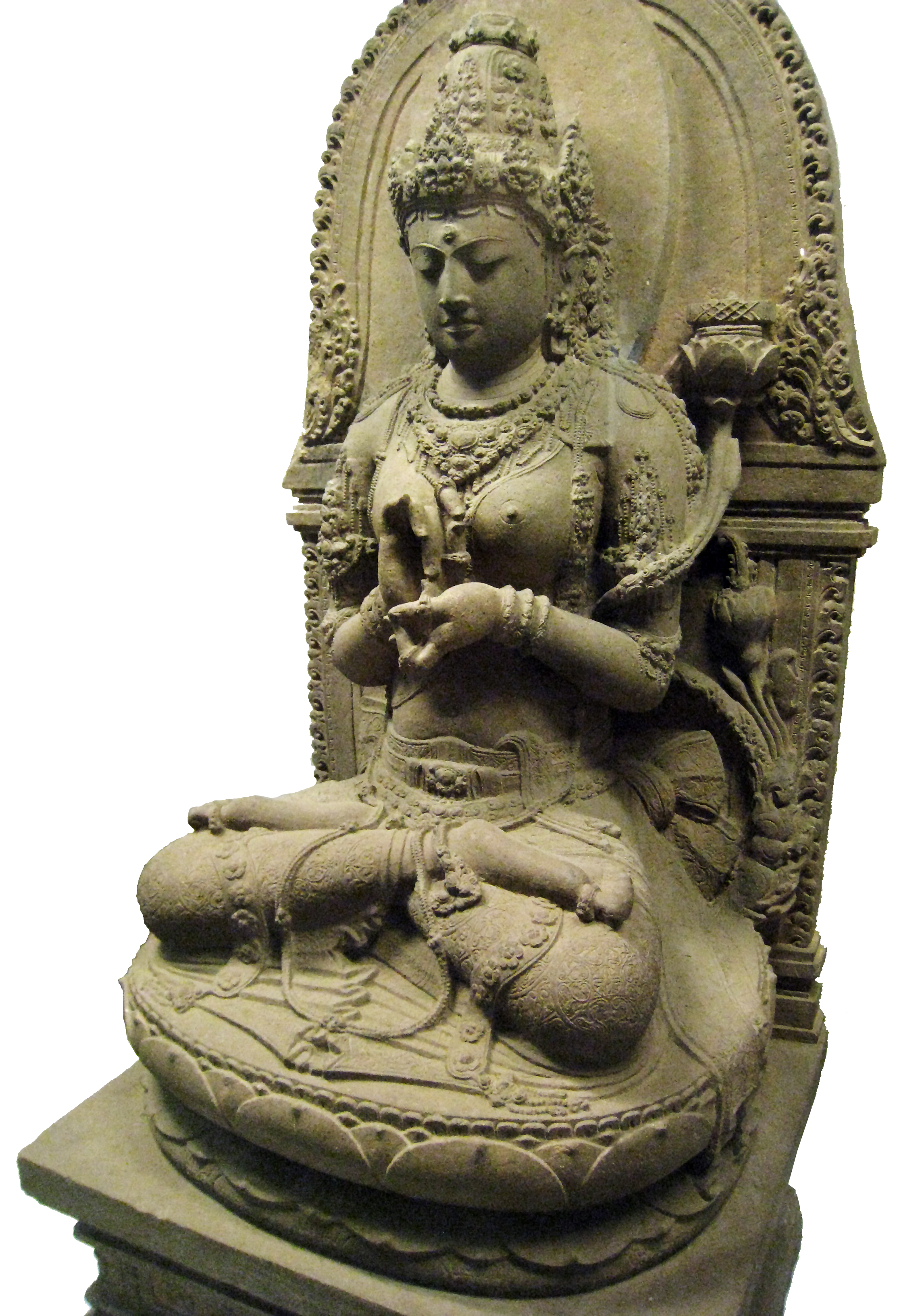
L'estàtua de Prajñāpāramitā de Singhasari, Java oriental, en un tron de lotus

Com la resta del sud-est asiàtic, Indonèsia sembla haver estat més fortament influenciada per l'Índia des del segle I dC. Les illes de Sumatra i Java a l'oest d'Indonèsia van ser la seu de l'imperi de Sri Vijaya (segles VIII-XIII), que va arribar a dominar la major part de la zona al voltant de la península del sud-est asiàtic gràcies al poder marítim. L'Imperi Sri Vijayan havia adoptat el budisme Mahayana i Vajrayana, sota una línia de governants anomenada Sailendra. Els Sailendra van ser uns importants constructors de temples i patrons devots del budisme a Java. Sri Vijaya va difondre l'art budista mahayana durant la seva expansió a la península del sud-est asiàtic. Nombroses estàtues de bodhisattvas Mahayana d'aquest període es caracteritzen per un refinament molt fort i una sofisticació tècnica, i es troben a tota la regió. Una de les inscripcions budistes més antigues de Java, la inscripció Kalasan datada l'any 778, esmenta la construcció d'un temple per a la deessa Tara.
A Java i Sumatra es troben restes arquitectòniques extremadament riques i refinades. El més magnífic és el temple de Borobudur (l'estructura budista més gran del món, construïda cap al 780-850 dC), construït pels Sailendra. Aquest temple està inspirat en el concepte budista d'univers. El Mandala compta amb 505 imatges del Buda assegut i una stupa única en forma de campana que conté l'estàtua de Buda. Borobudur està adornat amb llargues sèries de baixos relleus narrats per les sagrades escriptures budistes. L'estructura budista més antiga d'Indonèsia és probablement el conjunt de stupes de Batujaya a Karawang, a Java occidental, datades al voltant del segle IV. Aquest temple són unes estupes de maó arrebossat. Tanmateix, l'art budista a Indonèsia arriba a l'època daurada durant el govern de la dinastia Sailendra a Java. Els baixos relleus i estàtues de Boddhisatva, Tara i Kinnara que es troben als temples de Kalasan, Sewu, Sari i Plaosan són molt elegants amb una expressió serena, mentre que el temple de Mendut, prop de Borobudur, hostatja l'estàtua gegant de Vairocana, Avalokitesvara i Vajrapani.
A Sumatra, Sri Vijaya probablement va construir el temple de Muara Takus i Muaro Jambi. L'exemple més bell de l'art budista javanès clàssic és la serena i delicada estàtua de Prajnaparamita (a la col·lecció del Museu Nacional de Jakarta), la deessa de la saviesa transcendental del regne de Singhasari. L'imperi budista indonesi de Sri Vijaya va decaure a causa dels conflictes amb els governants Chola de l'Índia, seguit per l' imperi Majapahit.

## Art budista contemporani

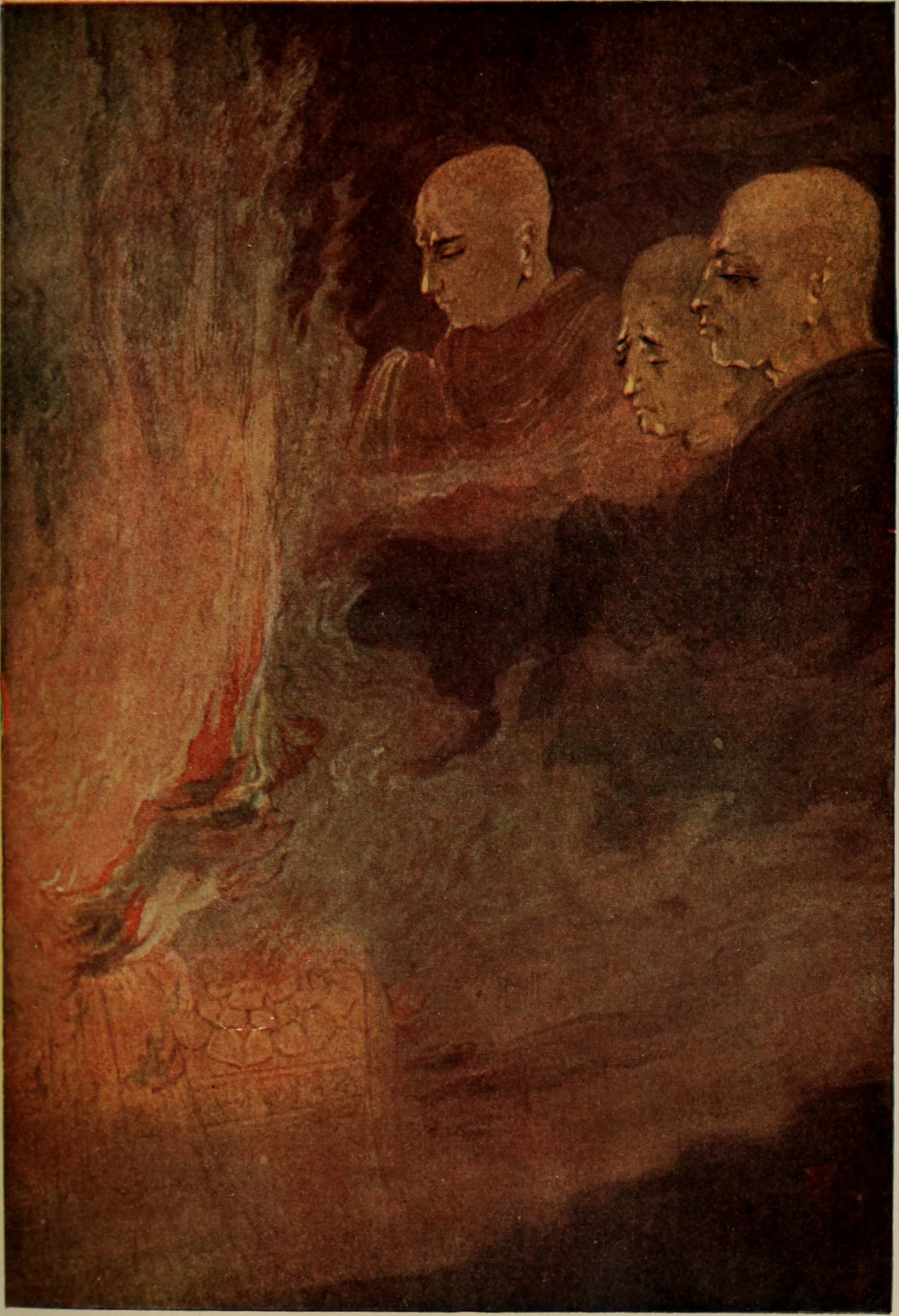
The Final Release, d'Abanindranath Tagore. Il·lustració del llibre "Buda i l'evangeli del budisme" (1916).

Molts artistes contemporanis han fet ús de temes budistes. Exemples notables són Bill Viola, a les seves instal·lacions de vídeo, John Connell, a l'escultura, i Allan Graham al seu multimèdia "Time is Memory".
Al Regne Unit, la Xarxa d'Organitzacions Budistes s'ha interessat a identificar practicants budistes de totes les arts. El 2005 va coordinar el festival d'arts budistes a tot el Regne Unit, "A Lotus in Flower"; el 2009 va ajudar a organitzar la conferència artística de dos dies, "Buddha Mind, Creative Mind". Com a resultat d'aquest últim es va formar una associació d'artistes budistes.